# منتخب الجزائر لكرة القدم

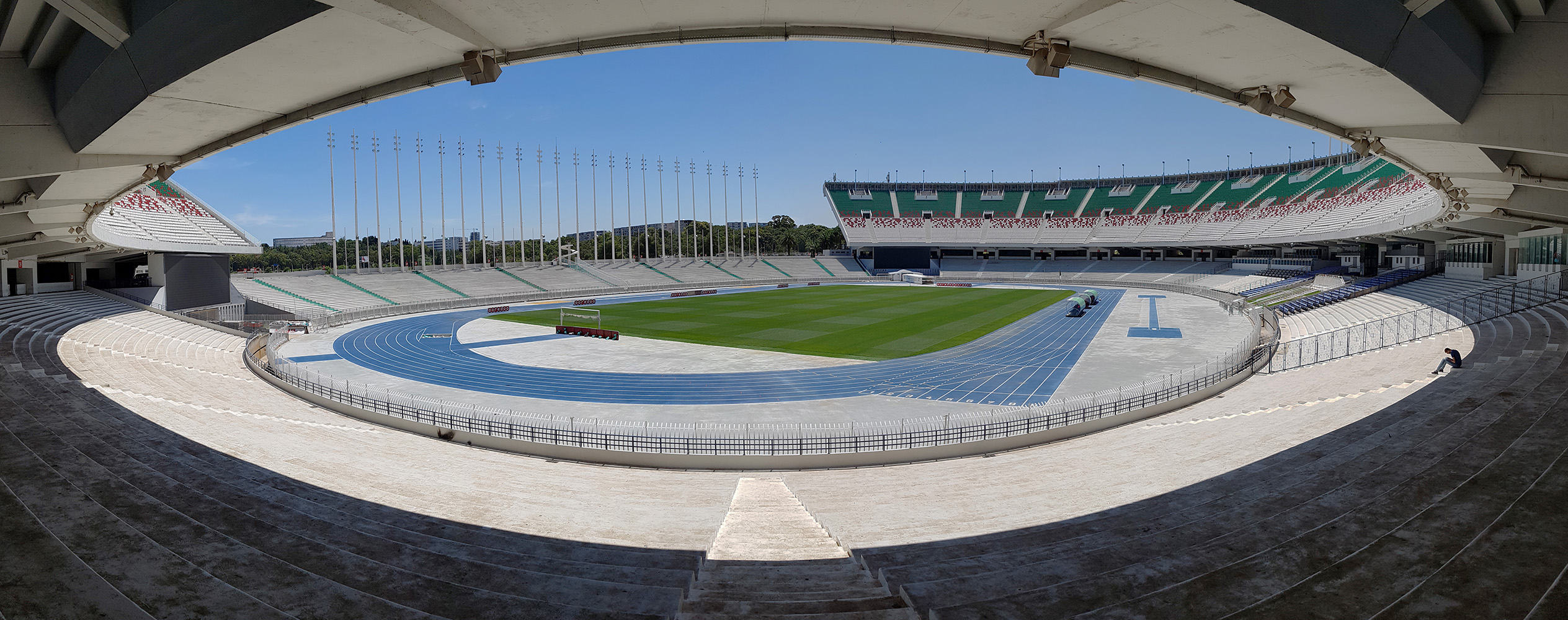
ملعب 5 جويلية 1962

منتخب الجزائر لكرة القدم هو المنتخب الوطني الذي يمثل الجزائر دوليا في منافسات كرة القدم الرياضية. خاض أولى مباراته في 6 يناير 1963 ضد منتخب بلغاريا وفاز عليه بنتيجة 2–1. تشرف على المنتخب الاتحادية الجزائرية لكرة القدم التي تأسست في 21 أكتوبر 1962 بعد استقلال الجزائر في 5 يوليو 1962. والاتحادية الجزائرية عضو في الاتحاد الدولي لكرة القدم دولياً والاتحاد الأفريقي لكرة القدم قارياً.
.
يلقب منتخب الجزائر باسم الخضر، محاربو الصحراء والأفناك. وألوانه، الأخضر والأبيض، مستمدة من ألوان علم الجزائر، ورمزه الفنك. منذ عام 1972، يستقبل المنتخب الجزائري ضيوفه على ملعب 5 جويلية 1962، وهو ملعب يتسع لـ 85 ألف متفرج ويقع في الجزائر العاصمة.
على المستوى القاري، فازت الجزائر بلقب كأس الأمم الأفريقية مرتين، الأولى في نسخة 1990 عندما استضافت الجزائر البطولة، والثانية في نسخة 2019 في مصر. أما عربيا، استطاع المنتخب، بتشكيلة رديفة للتشكيلة الأساسية يقودها المدرب مجيد بوقرة، الظفر بكأس العرب 2021 هي الأولى بعد ثلاث مشاركات.
تأهل منتخب الجزائر إلى نهائيات كأس العالم أربع مرات أعوام 1982 و1986 و2010 و2014.
في كأس العالم 2014 في البرازيل، أصبحت الجزائر أول منتخب أفريقي يسجل أربعة أهداف في مباراة وحيدة في المونديال كان ذلك ضد كوريا الجنوبية حين انتهت المباراة بنتيجة 4–2، حين تأهل الجزائر لأول مرة في تاريخها لمرحلة خروج المغلوب، وبذلك أصبحت الدولة السادسة في إفريقيا تصل إلى هذا المستوى.
تاريخيا، يمتلك المنتخب الجزائري أطول سلسلة مباريات بدون هزيمة وصلت 35 مباراة. هذه السلسلة تضعه ثانيا رفقة كل من البرازيل وإسبانيا (35 مباراة) وخلف إيطاليا (37 مباراة). بدأت هذه السلسلة بتولي جمال بلماضي الإشراف على العارضة التقنية للمنتخب الجزائري في 2 أغسطس 2018.
أنهت الجزائر عام 2021 في المركز 29 عالميا والثالث أفريقيا حسب تصنيف فيفا العالمي.

## التاريخ

### منتخب رابطة الجزائر الوطنية (1957–1958)
قبل عام من تشكيل فريق جبهة التحرير الوطني، قرر أحمد بنلفول وحبيب دراوة، لاعبان ومدربان جزائريان سابقان، تشكيل فريق في تونس يكون أول منتخب يمثل الجزائر. في عام 1956، تم تشكيل الفريق. وفي مايو 1957، وافقت عليه جبهة التحرير الوطني الجزائرية وقررت أنه سيمثل جيش التحرير، وكان بعض اللاعبين قادمين من الجنود.
تكون الفريق بشكل أساسي من لاعبين هواة يلعبون في الجزائر وتونس. ولعب مباراته الأولى في 1 يونيو 1957 ضد منتخب تونس على ملعب الشاذلي زويتن في مدينة تونس. ولعب الفريق بعد ذلك عدة مباريات بشكل رئيسي في العالم العربي حتى تاريخ حله في أبريل 1958 وإنشاء فريق جبهة التحرير الوطني.

### فريق جبهة التحرير الوطني (1958–1962)
في عام 1957، عندما اندلعت الحرب الجزائرية قبل ثلاث سنوات، رأى النشطاء المؤيدون للاستقلال في جبهة التحرير الوطني الجزائرية الذين سبق أن أدرجوا مسألة استقلال الجزائر في برنامج الأمم المتحدة، في إنشاء فريق وطني لكرة القدم فرصة عرض القضية الجزائرية في عيون العالم، بينما يلعب عدة لاعبين من مواليد في الجزائر على أعلى مستوى مثل مصطفى زيتوني والذين لعبوا أيضا مع منتخب فرنسا في بعض المباريات مثل رشيد مخلوفي. ثم أقنعوا محمد بومزراق بمساعدة بعض الشخصيات من عالم كرة القدم لإنشاء فريق جبهة التحرير الوطني، ومقره في مدينة تونس.[بحاجة لمصدر] كان في صفوفه العديد من اللاعبين الجزائريين المقيمين في فرنسا الذين هجروا أنديتهم، مثل العديد من لاعبي نادي موناكو ومنهم عبد الرحمان بوبكر، عبد العزيز بن تيفور، قدور بخلوفي، مصطفى زيتوني وحسان شبري. كان دور هذا الفريق سيكولوجيًا قبل كل شيء ليُظهر لفرنسا أنه حتى لاعبي كرة القدم الفرنسيون المحترفين متورطون في هذه القضية، حتى لو كان ذلك يعني التخلي عن مكانتهم. السلطات الفرنسية تحصل بسهولة على حظر لهذا الفريق من قبل الاتحاد الدولي لكرة القدم. على الرغم من هذا الحظر من اللعب، قام فريق جبهة التحرير الوطني بجولة عالمية شملت حوالي ثمانين مباراة، لا سيما في أوروبا، آسيا وأفريقيا. من الواضح أن هذه المباريات يتم استغلالها إلى حد كبير من خلال الدعاية المؤيدة للاستقلال.

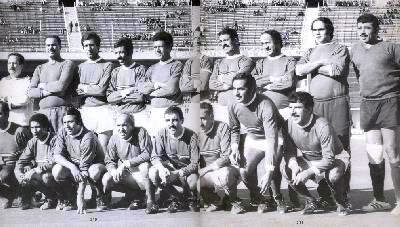
فريق جبهة التحرير في مباراة تكريمية له سنة 1974 بملعب 5 جويلية
الأسماء من اليمين إلى اليسار: الواقفون: بوبكر، وجاني، بوريشة، م سوخان، زيتوني، عمارة، رواي، زوبا، دودو، سلامي
الجالسون: وليكان، مخلوفي، كرمالي، ع سوخان، بوشوك، بن فداح، كروم، معزوز

وتقام المباراة الأولى لهذا الفريق أمام تونس في 1 يونيو 1957. الجزائر ليست مستقلة خلال المباراة لكنها أعلنت استقلالها وتعتبر هذه المباراة استمرارا لمرحلة إنتهاء الاستعمار التي قيد التقدم. فاز فريق جبهة التحرير في هذه المباراة بنتيجة 4–1. ويتفاوت عدد المباريات التي خاضها هذا الفريق بحسب المصادر، وبحسب عمل ميشال نايت شلال في هذا الفريق، فإنه خاض 83 مباراة، وبحسب صحيفة كرة القدم الأفريقية (Le football africaine)، خاض 58 مباراة. هذا المنتخب الذي تم حله منطقيًا اعتبارًا من استقلال الجزائر في عام 1962 لإفساح المجال للمنتخب الجزائري لكرة القدم، غالبًا ما يُعلن أنه سلف الأخير لأنه سيتم استدعاء العديد من لاعبيه. المنتخب الجزائري، مثل ثمانية من لاعبي جبهة التحرير الوطني الذين تم اختيارهم في المنتخب الجزائري الجديد الذي تم تشكيله عام 1963:
- 28 فبراير 1963: 4–0 ضد تشيكوسلوفاكيا: عمارة، بوبكر، دفنون، مخلوفي، وجاني، عبد الرحمان سوخان، محمد سوخان.[12]
- 1 يناير 1964: 2–0 ضد ألمانيا: عمارة، بوبكر، مخلوفي، وجاني، عبد الرحمان سوخان، مصطفى زيتوني.[13]
- 4 نوفمبر 1964: 2–2 ضد الاتحاد السوفيتي: بوبكر، دفنون، مخلوفي، وجاني، عبد الرحمان سوخان، محمد سوخان، مصطفى زيتوني.[14]
- 17 يونيو 1965: 0–3 ضد البرازيل: دفنون، مخلوفي، وجاني، عبد الرحمان سوخان.[15]

### بدايات المنتخب الجزائري (1962–1974)

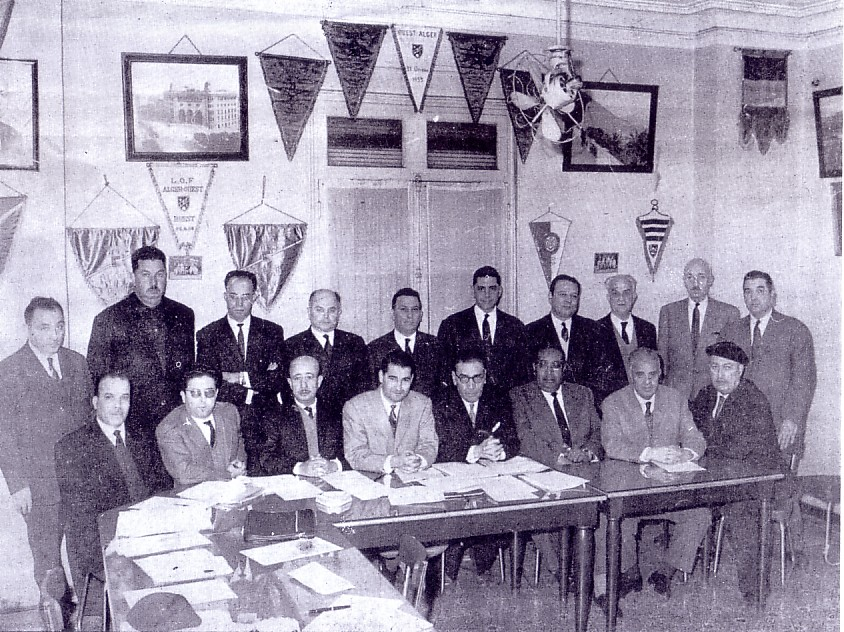
إعلان تأسيس الإتحادية الجزائرية لكرة القدم في 21 أكتوبر 1962

بعد استقلال البلاد، تم تأسيس الإتحادية الجزائرية لكرة القدم في 21 أكتوبر 1962 وانتسبت إلى الاتحاد الدولي لكرة القدم عام 1964 وكان عضوًا في الاتحاد الأفريقي لكرة القدم في نفس العام. قبل ذلك، لعب المنتخب أول مباراة رسمية له بقبادة عبد القادر فيرود ضد بلغاريا، والتي انتهت بفوز الجزائر بنتيجة 2–1، ويرجع الفضل في ذلك جزئيًا إلى لاعب من فريق جبهة التحرير الوطني وهو مصطفى زيتوني. ستكون هذه هي المباراة الوحيدة والأخيرة بالنسبة عبد القادر فيرود على رأس المنتخب الجزائري، لأنه في مارس 1963 تم استبداله بحمو حكاش مؤقتًا، وسيشهد الأخير خسارة فريقه في مباراته الوحيدة معه على رأسه تشيكوسلوفاكيا بنتيجة 1–2، قبل أن يحل محله إسماعيل خباتو في المباراة القادمة، فاز على نفس الفريق تشيكوسلوفاكيا بنتيجة 4–0. ويلعب الفريق بعد ذلك مباراتين ضد مصر حيث سيتعادلان في مبارتين. إجمالاً، لعب المنتخب أحد عشر مباراة مع الخصوم المذكورين أعلاه بالإضافة إلى تونس، يوغوسلافيا والمجر. في اليوم الأول من عام 1964، فازت الجزائر معززة بلاعبيها المحترفين بنتيجة 2–0 على منتخب ألمانيا القوي الذي يتكون من هانز تيلكوفسكي، أوفه سيلر، هيلموت هالر وكارل هاينز شنيلينغر، المنتخب الذي خاض كأس العالم 1966 والنهائي ضد إنجلترا. وبذلك فازت الجزائر في المباراة ضد ألمانيا الغربية بقيادة إسماعيل خباتو بهدفين لصفر بفضل أهداف أحمد وجاني (نادي لانس) وماحي خنان (ستاد رين)، وكذلك عبد الرحمان بوبكر الذي تصدى لضربة جزاء. ستلعب الجزائر مرة أخرى سلسلة من مباراتين أمام مصر حيث يتلقى على التوالي هزيمة 0–2، وتعادل 2–2، كما سيلعبون مباراة ضد بلغاريا وأخرى ضد الاتحاد السوفيتي. يسلط الضوء خلال العام ذاته، على مشاركة المنتخب الجزائري في المباراة الرسمية الأولى (المباريات الودية غير المدرجة) التي تحسب لمباريات الألعاب الأفريقية عام 1965 ضد تونس، وهي مباراة سيفوز بها بنتيجة 2–0 في الذهاب، وتعادل 0–0 في الإياب مما يسمح لها بالوصول إلى أول مسابقة رسمية لها، وذلك تحت قيادة لاعب «فريق جبهة التحرير الوطني» عبد الرحمان إبرير.
كان من الممكن أن تشارك الجزائر في تصفيات كأس العالم في وقت مبكر من عام 1965، لكن جميع المنتخبات الأفريقية أعلنت انسحابًا عامًا للتنافس على عدد المقاعد المخصصة لأفريقيا في المونديال، لأن الفيفا لم تقدم إلا مقعدا واحدًا فقط لتقاسمها بين قارتي آسيا وأفريقيا. لذا فإن المنتخب الجزائري يكتفي بلعب مباراة ودية أخرى عام 1965 ضد البرازيل في 17 يونيو 1965 في وهران، وهي المباراة التي سيخسرها بنتيجة 0–3 قبل أن يطير إلى برازافيل ليخوض أول مسابقة رسمية، وهي أيضًا النسخة الأولى من ألعاب عموم أفريقيا، ستلعب الجزائر في سبعة أيام على الأقل خمس مباريات، وصنفت في المجموعة الثانية صحبة كل من مدغشقر (فوز 1–0)، ساحل العاج (هزيمة 0–1) والكونغو كينشاسا (فوز 4–1)، ليتم إقصاء الجزائر في ما بعد في النصف النهائي على يد مالي (هزيمة 1–2) ويهزم مرة أخرى ضد ساحل العاج في مباراة تحديد المركز الثالث بنتيجة 0–1. في العام التالي، لعب المنتخب الجزائري مباراة ودية واحدة.
في عام 1967، لعبت الجزائر أولى جولاتها التأهيلية لكأس الأمم الأفريقية، وتمكنت من التأهل بقيادة حسان لالماس لنسخة 1968 بعد التفوق على كل من مالي وفولتا العليا، حقق الفريق هذا الإنجاز بقيادة المدرب الأجنبي الأول لوسيان ليدوك. في نفس العام أي في عام 1967، لعبت الجزائر أيضًا مرحلتها التأهيلية الأولى لدورة الألعاب الأولمبية الصيفية 1968 في المكسيك وهذا ضد ليبيا، لكنها ستفشل في الجولة التأهيلية التالية ضد غينيا بعد هزيمة 5–6 في المجموع ذهابا وإيابا، وبالتالي لن تلعب أول ألعاب أولمبية لها منذ مشاركتها الأولى في التصفيات.
لا تزال الجزائر تحت قيادة لوسيان ليدوك، لذلك شاركت للمرة الأولى في مسابقة دولية، وهي كأس الأمم الأفريقية 1968. ومع ذلك، فإنها ستبدأ بشكل سيئ حيث خسرت أول مباراة لها ضد ساحل العاج بنتيجة 0–3، لكنها سرعان ما تداركت ضد دولة أخرى، حيث فازت بنتيجة 4–1 على أوغندا بفضل ثلاثية حسان لالماس. أقيمت آخر مباراة في دور المجموعات يوم 16 يناير 1968 ضد إثيوبيا الدولة المضيفة التي هزمت الجزائر بنتيجة 0–3، وبالتالي تم إقصاؤها من الدور الأول برصيد ثلاث نقاط في ثلاث مباريات تم خوضها في أربعة أيام، ومع ذلك المنتخب الجزائري يبلي بلاءً حسناً في أول مشاركة في مسابقة قارية كبيرة. في نفس العام، شاركت الجزائر لأول مرة في تصفيات كأس العالم 1970 بعد إعلان الانسحاب العام المقرر من المنتخبات الأفريقية خلال نسخة 1966، لكن تم إقضاؤ محاربي الصحراء على يد تونس (هزيمة 1–2 ذهايا وتعادل 0–0 في الإياب).
في عام 1969 خلال تصفيات كأس الأمم الأفريقية، نجحت الجزائر في إقصاء المغرب في ذهاب والإياب، لكنها ستفشل في الجولة القادمة أمام مصر بطل أفريقيا مرتين في ذلك الوقت. بعد تبدأ فترة جفاف طويلة بالنسبة للمنتخب الجزائري، حيث أنها لن تشارك في أي مسابقة رسمية خلال السبعينيات. في عام 1972، سيلعب المنتخب الجزائري مباراتين فقط في إطار تصفيات كأس الأمم الأفريقية 1972، بسبب الهدف المغربي الذي سجل في الديار، ستحرم الجزائر للمرة الثانية على التوالي من المشاركة في كأس الأمم الأفريقية، إذ خسرت بنتيجة 0–3 في الدار البيضاء. في العام التالي، سجلت الجزائر فوزًا واحدًا فقط في خمس مباريات حيث تعادلت في ثلاث مباريات ضد ليبيا، مالطا ومالي وخسرت مباراة أخرى ضد مالي. في بداية عام 1972، شارك المنتخب الجزائري في النسخة الأولى من كأس فلسطين للأمم، حيث وصل إلى المركز الثاني في مجموعته خلف سوريا، بعد ثلاثة انتصارات وهزيمة واحدة خلال دور المجموعات، أقصي في النصف النهائي أمام العراق والفوز بمباراة المركز الثالث أمام سوريا، وبالتالي فإنها ستصعد على منصة التتويج في المسابقة. وستخوض بعد ذلك التصفيات المؤهلة لكأس العالم 1974 ضد غينيا، لكنها ستخرج رغم فوزها الضعيف في الجزائر بنتيجة 0–1 ومع ذلك خسرت بنتيجة 1–5 في مباراة الإياب في كوناكري.
بعد انتصار وتعادل وهزيمة، خرجت الجزائر بسرعة من دورة الألعاب الأفريقية 1973 من دور المجموعات. كما ستلعب الجزائر في كأس فلسطين للأمم في العام نفسه، حيث احتلت المركز الثالث. لكن الأبرز في هذا العام هو أنه في 17 أغسطس 1973 في ليبيا سجلت الجزائر أكبر انتصار لها في تاريخها ضد اليمن الجنوبي، برصيد 15–1. في عام 1974، لعب ثعالب الصحراء أربع مباريات ودية فقط، بسبب عدم مشاركتهم في كأس العالم 1974 أو كأس الأمم الأفريقية 1974.

### الجيل الذهبي (1975–1990)

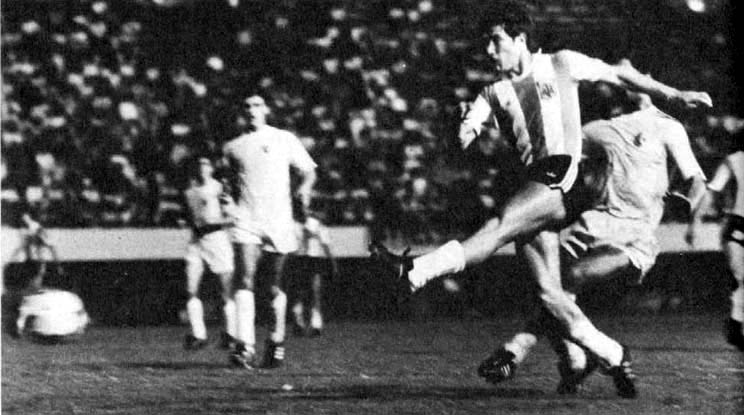
مباراة الجزائر والأرجنتين سنة 1979.

في العام التالي، لن تلعب الجزائر أي مباراة، وهو أمر نادر جدًا بالنسبة لمنتخب وطني، وهذا يرجع إلى حقيقة أن الجزائر تستضيف ألعاب البحر الأبيض المتوسط 1975، لذلك تتحول كل الحماسة الشعبية إلى منتخب الجزائر تحت 23 سنة، بقيادة رشيد مخلوفي الذي سيصبح بعد فوز الجزائر على فرنسا في النهائي 3–2 مدربا لفريق الخضر الأول، انتهزت السلطات الجزائرية هذه المباراة كفرصة للتميز عن السلطة الاستعمارية السابقة، فقد أعلن الرئيس الجزائري في ذلك الوقت هواري بومدين أنه سيقطع بث التلفزيون الجزائري عند سماع النشيد الوطني الفرنسي «لامارسييز» إذا فازت فرنسا. لعبت مباراة ودية في وهران بين الجزائر وشيفيلد يونايتد الإنجليزي وفازت بها الجزائر بنتيجة 3–1، خلال هذه المباراة هتف الجزائريون لأول مرة بشعار «واحد، إثنان، ثلاثة، تحيا الجزائر». بدأ عام 1976 بشكل جيد بالنسبة للمنتخب الجزائري الذي عاد إلى المنافسة، في الواقع المنتخب مكون من اللاعبين الفائزين بذهبية ألعاب البحر الأبيض المتوسط 1975، نجحت الجزائر في اجتياز الدور الأول من تصفيات كأس العالم 1978 ضد ليبيا، لكن بعد الفوز في الدور الأول، فشلت الجزائر مرة أخرى في التأهل لكأس العالم وذلك على يد تونس.

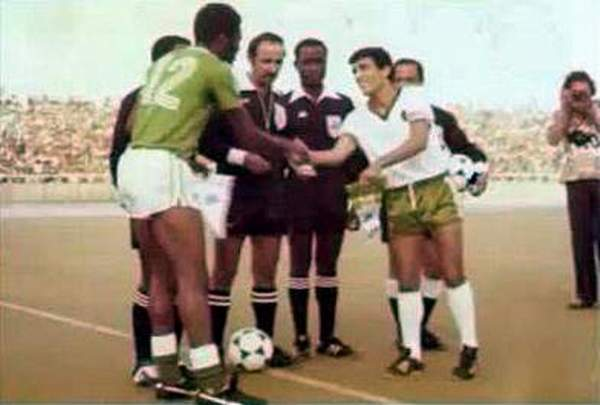
نهائي الألعاب الأفريقية 1978.

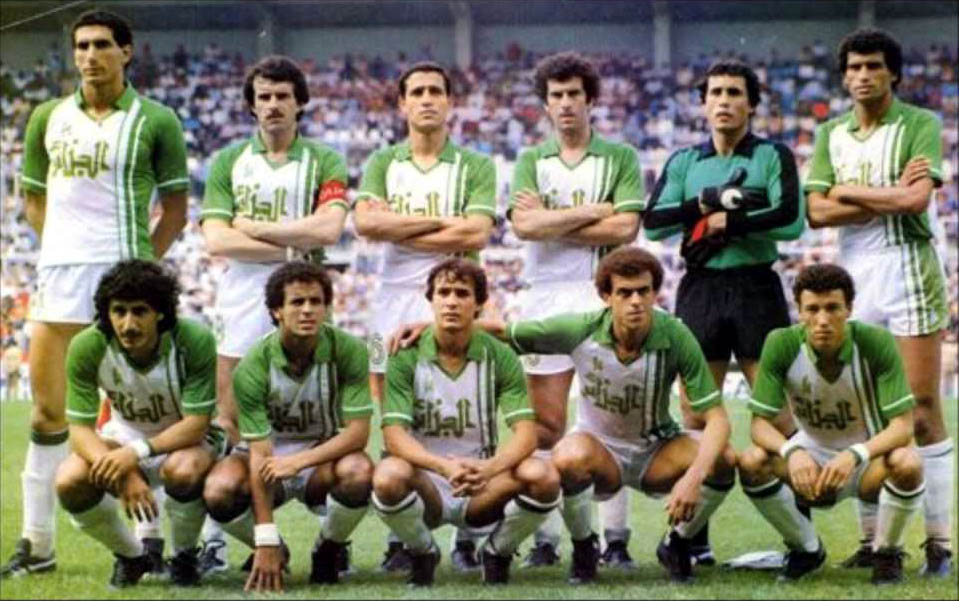
تشكيلة الجزائر في كأس العالم 1982.

في عام 1978، لم يلعب الفريق الأول أي مباراة مرة أخرى، تاركًا مجالًا لدورة الألعاب الإفريقية 1978، التي فاز بها منتخب الجزائر تحت 23 سنة المكون من مدراء من الفريق الأول، بعد فوزه في المباراة النهائية 1–0 ضد نيجيريا. في عام 1979، لعب الفريق الأول مباراة واحدة فقط ضد بولندا، وبعد ذلك غادر غالبية اللاعبين مع الفريق الأولمبي للمشاركة في ألعاب البحر الأبيض المتوسط 1979، لكنهم فشلوا في الحفاظ على لقبهم وتم إقصائهم على يد يوغوسلافيا. تأهلت الجزائر للمرحلة النهائية الأولى لها منذ كأس الأمم الأفريقية 1968، وتمكنت من الوصول إلى نهائي كأس الأمم الأفريقية 1980، وذلك بعد تعادلها مع غانا 0–0 وانتصارين على المغرب 1–0 وضد غينيا 3–2، ثم في النصف النهائي هزمت مصر بركلات الترجيح لكن في المباراة النهائية التي خسرتها الجزائر أمام نيجيريا، يظل الأداء حتى يومنا هذا هو ثاني أفضل أداء للفريق في كأس الأمم الأفريقية. في العام نفسه، تأهلت الجزائر لأول دورة أولمبية لها بعد سحق المغرب 5–1 في الدار البيضاء و 3–0 في الجزائر العاصمة، لكن الجزائريين الشباب سيخرجون مرة أخرى من قبل يوغوسلافيا، هذه المرة من الربع النهائي، بعد حصولهم على خمس نقاط في مجموعة مكونة من إسبانيا، ألمانيا الشرقية وسوريا. في عام 1981، تأهلت الجزائر بسهولة إلى كأس الأمم الأفريقية 1982، حيث فازت 8–1 ذهابا وإيابا ضد فولتا العليا. لذلك تبدأ الجزائر عام 1982 بكأس إفريقيا للأمم، فتأهلت للنصف النهائي بعد أن حصلت على سبع نقاط من أصل تسع خلال دور المجموعات، لكنها ستخرج ضد غانا بعد الوقت إضافي، وكذلك خسرت مباراة المركز الثالث أمام زامبيا، مما وضعها في المركز الرابع.
بصفتها وصلت إلى نهائيات كأس الأمم الأفريقية 1980، من المتوقع أن تشارك الجزائر في كأس العالم 1982، وهذا ما حدث بعد تجاوز كل من سيراليون 5–3، السودان 3–1، النيجر 4–1، وأخيراً نيجيريا 4–1، تتأهل الجزائر لبطولة كأس العالم لأول مرة في تاريخها. تسببت الجزائر في واحدة من أكبر المفاجآت في تاريخ كأس العالم في الجولة الأولة من البطولة بفوزها 2–1 على حامل اللقب ألمانيا الغربية، في المباراة الثانية هزيمة ضد النمسا بنتيجة 0–2 ومن ثم فوز صعب على تشيلي بنتيجة 3–2. في المباراة النهائية للمجموعة بين ألمانيا الغربية والنمسا حيث لعبت الجزائر بالفعل مباراتها الأخيرة في المجموعة في اليوم السابق علمت الفرق الأوروبية أن فوز ألمانيا الغربية بهدف أو هدفين سيؤدي إلى تأهلها لكليهما، في حين أن فوز ألمانيا الغربية سيؤهل الجزائر على حساب النمسا، بعد 10 دقائق من الهجوم الشامل، أحرزت ألمانيا الغربية هدفًا سجله هورست هروبيش، بعد تسجيل الهدف ظل الفريقان يمرران الكرة بلا هدف لبقية المباراة. فاستنكر الجمهور ما يحدث في الميدان. كان هذا الأداء مستاءً للغاية، حتى من قبل مشجعي ألمانيا الغربية والنمسا. احتجت الجزائر لدى الفيفا، الذي قضى بالسماح للنتيجة بالبقاء؛ بعد ذلك تم فرض نظام جديد في نهائيات كأس العالم اللاحقة حيث تم لعب المباراتين الأخيرتين في كل مجموعة في وقت واحد.
في عام 1984، احتلت الجزائر المركز الثالث في كأس الأمم الأفريقية 1984. وفي كأس الأمم الأفريقية 1986، بعد هزيمتين وتعادل تم إقصائها من الدور الأول. في المكسيك، خلال كأس العالم 1986، لم يتأهل الجزائريون أيضًا للدور الثاني في مجموعة مكونة من أيرلندا الشمالية (تعادل 1–1)، البرازيل (هزيمة 1–0) وإسبانيا (هزيمة 3–0). بعد ذلك، فشلت الجزائر في التأهل إلى نهائيات كأس العالم التالية. في عام 1990، استضافت الجزائر كأس الأمم الأفريقية 1990. وفي المجموعة الأولى احتلت المركز الأول بفوزها على كل من نيجيريا (5–1، ثناية جمال مناد ورابح ماجر وهدف جمال عماني)، ساحل العاج (3–0، أهداف جمال مناد، الطاهر شريف الوزاني وشريف وجاني) ومصر (2–0، هدفي جمال عماني وموسى صايب). في النصف النهائي، تغلبت على السنغال (2–1، أهداف من جمال مناد وجمال عماني) أمام 85000 متفرج في ملعب 5 جويلية 1962. في المباراة النهائية، في نفس الملعب أمام 100000 متفرج ضد نيجيريا، سجل شريف وجاني هدف الفوز ويسمح للجزائر والانتقام من المباراة النهائية التي خسرتها قبل 10 سنوات ضد نفس الخصم وخاصة الفوز بلقب كأس الأمم الأفريقية لأول مرة في تاريخها. تصدر جمال مناد قائمة هدافي البطولة برصيد أربعة أهداف.

### عقم كرة القدم الجزائرية (1991–2007)
مع لقب بطل إفريقيا، فشل المنتخب الجزائري في التأهل لبطولة كأس العالم 1990 . في عام 1991، فازت الجزائر بلقب كأس الأمم الأفرو آسيوية. كانت المشاركة في كأس الأمم الأفريقية 1992 مخيبة للآمال، غادرت بعد هزيمتها أمام ساحل العاج 0–3 وتعادل ضد الكونغو 1–1. في عام 1994، تم استبعادها من كأس الأمم الأفريقية 1994 من قبل الاتحاد الأفريقي لكرة القدم بسبب مشاركة لاعب حصل على بطاقة حمراء ولكنه مع ذلك لعب في المباراة التالية. كما فشلت في التأهل لبطولة كأس العالم 1994. هذا الركود ليس نتيجة الصدفة، فبسبب الحرب الأهلية الجزائرية التي عصفت بالبلاد، كانت كرة القدم بدورها ملوثة كغيرها من الرياضات. هذه الفترة هي فترة تراجع الرياضة في الجزائر. خلال كأس الأمم الأفريقية 1996، عاد المنتخب الجزائري إلى المنافسة الدولية وانهوا البطولة في الربع النهائي ضد جنوب أفريقيا بنتيجة 1–2.

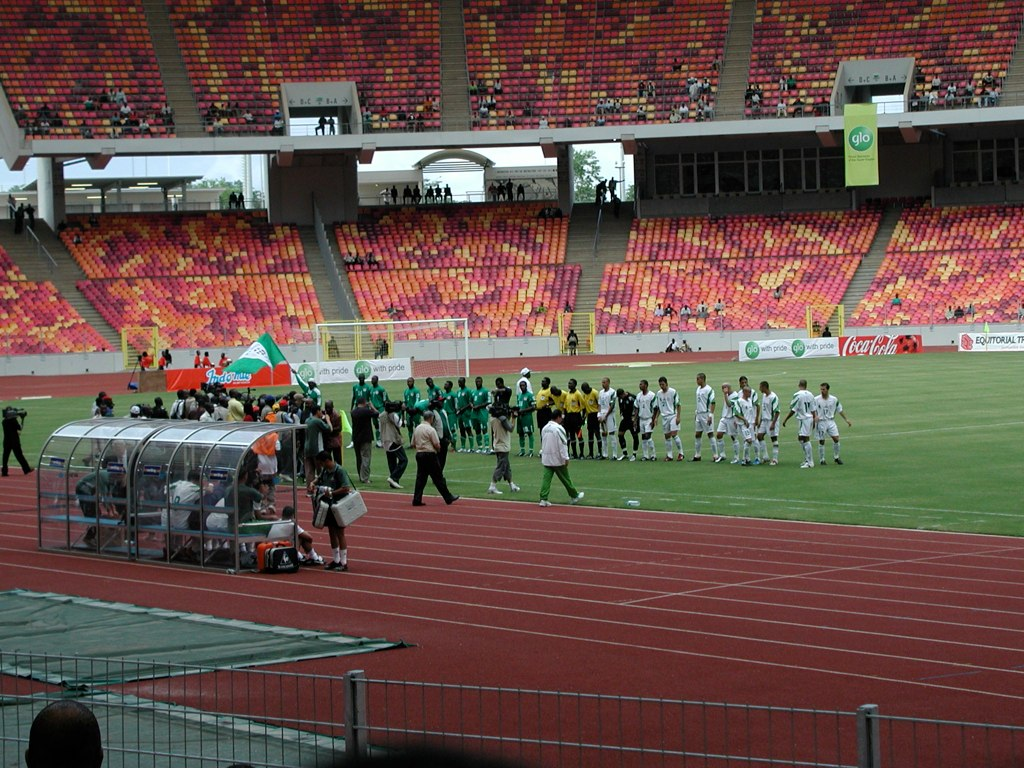
مباراة الجزائر ونيجيريا في تصفيات كأس العالم 2006.

في كأس الأمم الأفريقية 2000، اجتاز الأفناك الدور الأول فقط ليخسروا 2–1 أمام الكاميرون في ربع النهائي. أخفقت الجزائر مرة أخرى في اجتياز الدور الأول في المسابقة الأفريقية قي نسخة 2002. ولكن في عام 2004، كانت الجزائر التي يدربها رابح سعدان تبدو جيدة ومليئة بالثقة، بعد تعادلها في المباراة الأولى للمجموعة 1–1 ضد المرشح للبطولة الكاميرون، سجلت الجزائر فوزا تاريخيا على غريمها اللدود مصر 2–1. بعد بداية جيدة للجزائر، خسر الفريق بشكل مفاجئ في المباراة الأخيرة من المجموعة ضد زيمبابوي 2–1. ومع ذلك، بسبب الفوز على مصر، احتلت الجزائر المركز الثاني في مجموعتها وتقدمت إلى الدور التالي. كان خصمهم القادم هو المغرب وبعد مباراة بدون أهداف لأكثر من 80 دقيقة، تقدمت الجزائر في الدقيقة 84 بعد هدف من عبد المالك شراد، قبل ثوانٍ تقريبًا من صافرة النهاية التي سجل قيها المغرب التعادل، مما يعني أن الفريقان سيضطران إلى لعب الوقت الإضافية حيث سيواصل المغرب الضغط ويفوز بنتيجة 3–1.
كانت الخسارة أمام جيرانهم في شمال أفريقيا مفجعة، وبعد تلك المباراة، أخفقت الجزائر في التأهل لكأس الأمم الأفريقية التاليين عامي 2006 و2008 ولا يبدو أن شيءًا يعمل لصالح الكرة الجزائرية. تسبب ذلك إلى سقوط الجزائر ألى المرتبة 103 في تصنيف فيفا العالمي كأسوأ ترتيب في تاريخ المنتخب.

### العودة (2008–2014)
في 11 أكتوبر 2008، عادت الجزائر إلى قائمة أفضل 20 فريقًا أفريقيًا في تصنيف فيفا العالمي، حيث احتلت المركز الأول في مجموعتها قبل السنغال، غامبيا وليبيريا للدور الثاني في تصفيات كأس العالم 2010 وكأس الأمم الأفريقية 2010 معًا. في الجولة الثالثة والأخيرة من التصفيات، انضمت الجزائر إلى زامبيا، رواندا ومصر في المجموعة ج. واعتبرت مصر على نطاق واسع المرشحة للفوز بالمجموعة والتأهل لكأس العالم. ومع ذلك في يونيو 2009، فازت الجزائر على بطلة أفريقيا مصر 3–1 مما أدى في النهاية إلى تغيير أهداف المنتخب من مجرد التأهل لكأس الأمم الأفريقية إلى التأهل لكأس العالم بعد 24 عامًا من الغياب. المباراة التالية كانت ضد زامبيا حيث فاز ثعالب الصحراء 2–0 في لوساكا. ثم فازت الجزائر مرة أخرى على زامبيا على أرضها في البليدة 1–0 تلاها فوز 3–1 على رواندا، وضمن الجزائريون أن التأهل لكأس العالم سيهبط في مواجهة أخيرة ضد مصر في القاهرة، حيث الخسارة بثلاثة أهداف ستمنع ثعالب الصحراء من الذهاب إلى جنوب إفريقيا. وقبل المباراة، تعرضت حافلة المنتخب الجزائري لهجوم في القاهرة من قبل مشجعين مصريين، مما أدى إلى إصابة العديد من أعضاء الفريق. أدى ذلك إلى خلاف دبلوماسي بين البلدين. الهجوم قبل المباراة ترك اللاعبين الجزائريين في حالة صدمة أسفرت عن خسارة 2–0 في موقف مثير للجدل، حيث استقبلت شباكه هدفاً في غضون ثانيتين فقط من صافرة النهاية. الخسارة تعني أن الفريقين سيخوضان مباراة فاصلة في السودان حيث يتأهل الفائز إلى كأس العالم في جنوب إفريقيا. فازت الجزائر بنتيجة 1–0 بعد هدف مذهل سجله عنتر يحيى وتأهلت لكأس العالم للمرة الثالثة في تاريخها.

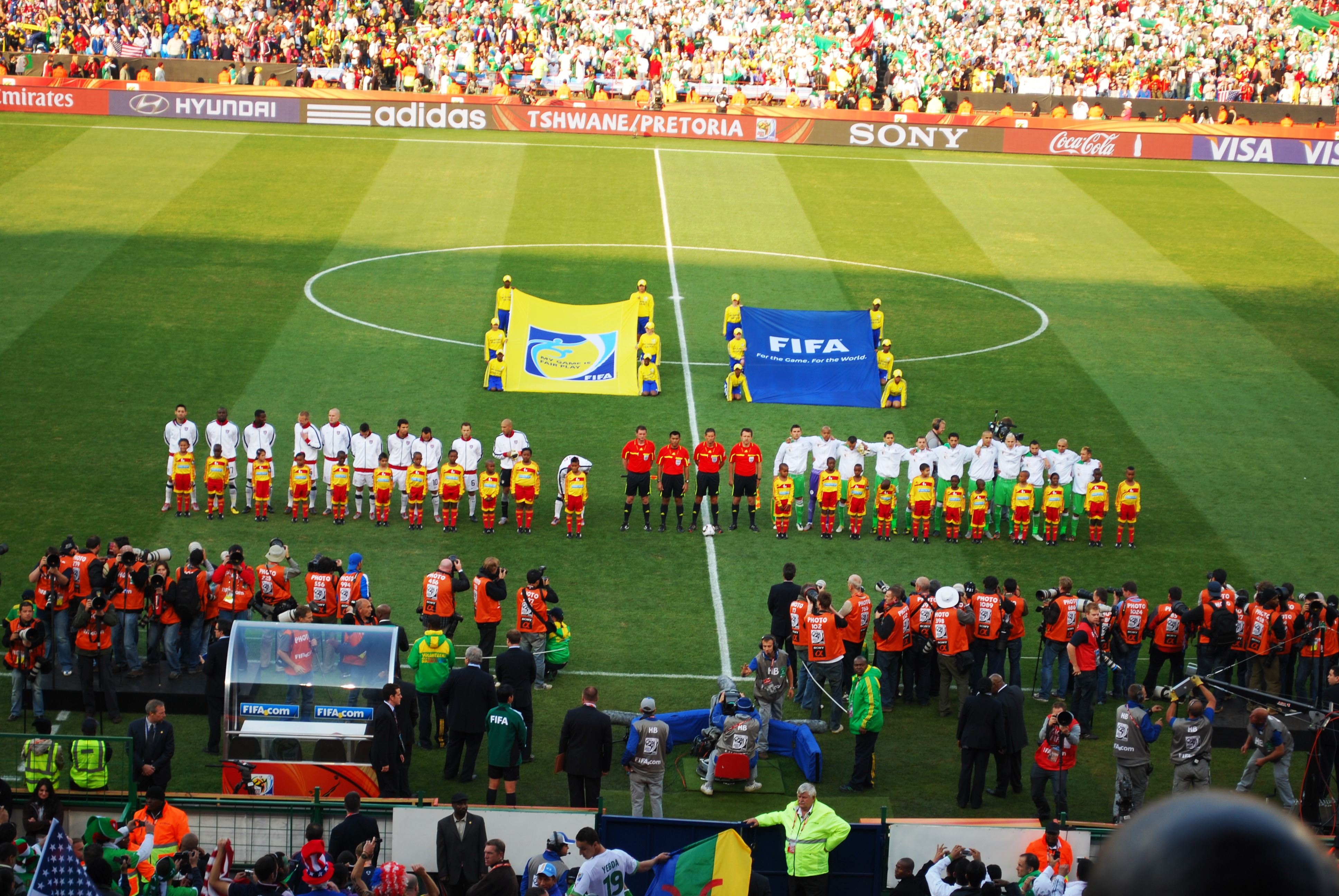
مباراة الجزائر والولايات المتحدة في كأس العالم 2010.

بعد التأهل إلى كأس العالم 2010 على حساب مصر، كانت الجزائر تستعيد الاحترام الذي فقدته منذ أوائل التسعينيات. لذا فقد جاءوا في بطولة 2010 وهم مفعمون بالثقة. بعد تعادلها في المجموعة الأولى، مع أنغولا، ملاوي ومالي، بدأت الجزائر بشكل سيئ ، وخسرت بشكل مفاجئ 3–0 أمام ملاوي خارج المجموعة. بعد تلك الخسارة، كان على الجزائر أن تثبت أن المباراة الأولى كانت مجرد خطأ وفي المباراة التالية ضد مالي فازوا 1–0 بفضل رأسية رفيق حليش. في المباراة الأخيرة، تعادلوا 0–0 مع أنغولا، مما أرسلهم إلى الدور الثاني، وأنهوا نفس عدد النقاط مثل مالي، ولكن بسجل متفوق في المواجهات المباشرة. لعبت الجزائر في كابيندا، وواجهت ساحل العاج في ربع النهائي التي كانت تعتبر مرشحة قوية. بعد التأخر 1–0، عادل كريم مطمور التعادل في الشوط الأول، كان الجزائريون يقدمون مباراة رائعة ولكن مع اقتراب المباراة من الوقت الإضافي، منح عبد القادر كيتا الإيفواريين التقدم في الدقيقة 89، وهو الهدف الذي بدا أكيدًا ليحقق انتصارهم لكن الجزائريين عادلوا النتيجة بفضل مجيد بوقرة بعد دقيقتين فقط وفي الوقت الإضافي، وجدت تمريرة عرضية مثالية عامر بوعزة الذي منح الأفناك الصدارة. صدمت الجزائر القارة بأكملها بفوز مقنع على فريق كوت إيفوار الذي كان يعتبر الأفضل في إفريقيا. بعد ذلك، واجهت الجزائر مصر في نصف النهائي، ولا تزال التوترات عالية بين البلدين بعد حادثة ملحق تصفيات كأس العالم وشعرت الجماهير من كلا الجانبين أن المباراة يجب أن تفوز بها.
لسوء حظ الجزائر، لم تسر الأمور كما هو مخطط لها. وبعد موجات من القرارات المثيرة للجدل من الحكم لكلا الجانبين أنهت الجزائر المباراة بثلاث بطاقات حمراء أدت إلى فوز مصر 4–0 وهي أكبر هزيمة في تاريخ لقاءات الفريقين. ثم خسرت الجزائر 1–0 أمام نيجيريا في مباراة المركز الثالث واحتلت المركز الرابع في المنافسة.

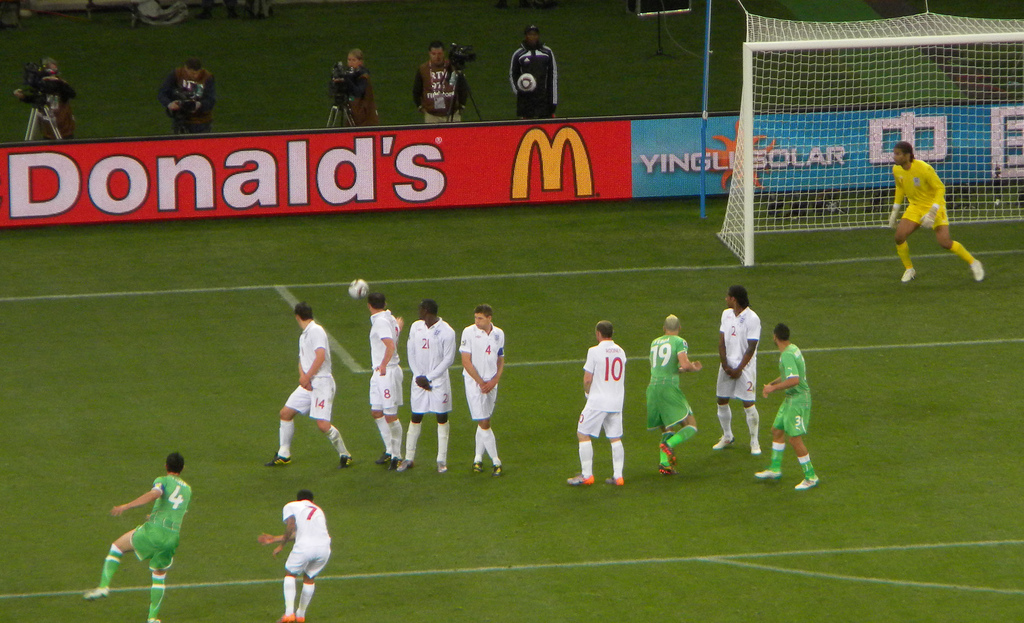
مباراة الجزائر وبلجيكا في كأس العالم 2010.

في كأس العالم 2010، وقعت الجزائر في المجموعة الثالثة مع إنجلترا، الولايات المتحدة وسلوفينيا. جاء منتخب شمال إفريقيا في البطولة في حالة سيئة، وخسر تقريبا كل مباريات التحضير لكأس العالم بما في ذلك المباريات الودية. في مباراتهم الأولى خسروا أمام سلوفينيا 0–1. كانت المباراة بدون أهداف حتى سجل قائد سلوفينيا روبرت كورين في الدقيقة 79 بعد طرد عبد القادر غزال لمخالفته الثانية التي يمكن حجزها. في مباراتهم الثانية بالمجموعة، تعادل المنتخب الجزائري مع إنجلترا بنتيجة 0–0 مما أدى إلى احتفال جماهيري عبر الجاليات الجزائرية في العالم. خسر الأفناك مباراتهم الأخيرة في المجموعة أمام الولايات المتحدة 1–0 بفضل لاندون دونوفان في الوقت المحتسب بدل الضائع في الشوط الثاني. وخرجت الجزائر من البطولة كواحد من فريقين إلى جانب هندوراس فشلت في تسجيل أي هدف. بعد كأس العالم، كانت النتائج السيئة تنمو وتتزايد دون أي انتصارات. بعد الخسارة 2–1 على أرضه أمام الغابون في مباراة ودية وتعادل 1–1 على أرضه أمام تنزانيا، استقال المدرب المخضرم رابح سعدان وتم استبداله بمواطنه عبد الحق بن شيخة. حاول المدرب المعين حديثًا جلب وجوه جديدة إلى الفريق لتعزيز هجومهم لكن النتائج السيئة استمرت لفريق بن شيخة الذي بدأ بخسارة 2–0 خارج أرضه أمام جمهورية إفريقيا الوسطى. عاد القليل من الأمل للجزائريين بعد فوزهم على المغرب 1–0 على أرضهم بعد هدف من حسان يبدة لكن بعد خسارتهم 4–0 أمام المغرب في مباراة الإياب، استقال مدربهم. فشلت الجزائر في التأهل إلى كأس الأمم الأفريقية 2012 واستمر الكابوس.
بعد تعيين المدرب الجديد وحيد خليلهودزيتش، حصل على بعض النتائج الجيدة قبل بدء تصفيات كأس العالم 2014. نتج عن الظهور الأول للمدرب البوسني التعادل 1–1 خارج أرضه مع تنزانيا، ثم تغلبوا على جمهورية إفريقيا الوسطى 2–0 بهدفين قادمين من حسان يبدة وفؤاد قادر. بعد مباراة جيدة ضد تنزانيا وفوز مقنع على جمهورية إفريقيا الوسطى، بدأ المشجعون الجزائريون يؤمنون بمنتخبهم الوطني مرة أخرى ويضعون كل ثقتهم في المدرب وحيد لإحياء المنتخب الوطني، وهذا بالضبط ما حدث على أنه خير. استمرت النتائج في الظهور، ثم فازت الجزائر على النيجر 3–0 في مباراة ودية، ومع بداية تصفيات كأس العالم 2014، فازت الجزائر على رواندا 4–0 لتبدأ المباراة بشكل رائع.

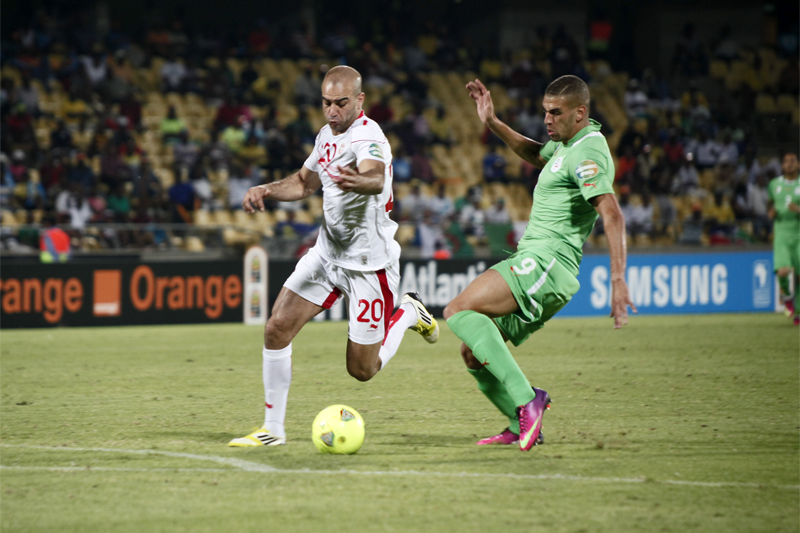
مباراة الجزائر وتونس في كأس الأمم الأفريقية 2015.

كانت تصفيات كأس الأمم الأفريقية 2013 هي الهدف التالي لأفناك الصحراء، حيث بدأوا بفوزهم على غامبيا 2–1 في بانجول، متبوعًا بفوزهم 4–1 في البليدة للتأهل إلى الدور التمهيدي الأخير، حيث سيواجه الجزائريون جيرانهم ليبيا. انتهى محاربو الصحراء بالفوز 3–0 في مجموع المباراتين ضد الليبيين للتأهل لكأس الأمم الأفريقية 2013. وصلت الجزائر إلى كأس الأمم الأفريقية 2013 بثقة كبيرة ومع ظهور لاعبين مثل إسلام سليماني والعربي هلال سوداني، بالإضافة إلى إضافة لاعب فالنسيا الموهوب سفيان فيغولي، حتى أن الجزائر كانت تعتبر من المرشحين للفوز بالبطولة، لكن للأسف بالنسبة لهم افتقروا إلى الخبرة وعلى الرغم من الهيمنة الواضحة على خصومهم، فقد احتلوا المركز الأخير في مجموعتهم بعد خسارة المباراة الأولى ضد تونس 1–0 بعد هدف حاسم 90 دقيقة من يوسف المساكني. في مباراتهم الثانية ضد توغو، كان من المتوقع على نطاق واسع أن تخرج الجزائر بانتصار ولكن مرة أخرى قلة الخبرة كانت حاسمة مرة أخرى، بعد السيطرة على المباراة، استقبلت شباكها هدفين وتم إقصائها رسميًا من المنافسة. انتهت المباراة الأخيرة ضد ساحل العاج بالتعادل 2–2. أصيب المشجعون الجزائريون بخيبة أمل شديدة لوجود فريقهم في وقت مبكر من المنافسة، حتى أن وسائل الإعلام الجزائرية تكهنت بإقالة المدرب وحيد، لكن رئيس الاتحادية الجزائرية لكرة القدم قرر الإبقاء على خليلهودزيتش، بحجة أن الفريق يسير في الاتجاه الصحيح. ويحتاج فقط إلى مزيد من الوقت لاكتساب الخبرة.

### كأس العالم 2014 وكتابة التاريخ
بعد مشاركة مخيبة للآمال في كأس الأمم الأفريقية 2013، أكدت الاتحادية الجزائرية لكرة القدم بقاء مدرب المنتخب الأول. وتركز الجهود في تصفيات كأس العالم 2014 والتي بدأتها  بفوز واحد وخسارة واحدة. تلاهما فوز 3–1 على بنين في الجزائر فهزيمة مرة أخرى 3–1 خارج في بنين. وضمن الفوز في كيغالي على رواندا، بنتيجة 1–0 المركز الأول للمنتخب في مجموعته مما يعني تقدمه إلى الدور الأخير من التصفيات. ولم يكن لمباراة الأخيرة أي تأثير على الترتيب، لكن الجزائر فازت 1–0 ضد مالي.

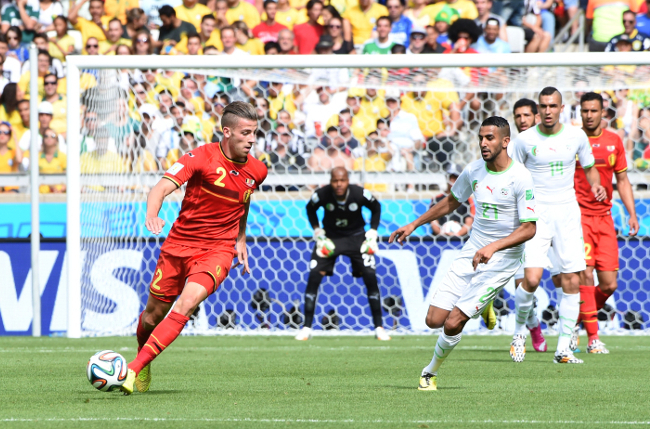
مباراة الجزائر وبلجيكا في كأس العالم 2014.

بعد أن تصدرت المجموعة الثامنة، واجه منتخب الجزائر نظيره البوركينابي في جولة السد. حيث أقيمت مباراة الذهاب في بوركينا فاسو والعودة في الجزائر. انتهت مباراة الذهاب بالخسارة 3–2 أمام بوركينا فاسو وأغضب الكثير من الجماهير الجزائرية حصول منتخب بوركينا على ركلة جزاء دارت حولها الشكوك. وكانت مباراة الإياب صعبة، لكن الجزائر انتصرت 1–0 لتتأهل إلى كأس العالم 2014 بنتيجة إجمالية 3–3 مستفيدة بهدفها خارج الديار.
أوقعت القرعة الجزائر في المجموعة الثامنة مع بلجيكا وروسيا وكوريا الجنوبية المرشحة لكأس العالم. في مباراتهم الافتتاحية ضد بلجيكا، سجل سفيان فيغولي أول هدف للجزائر في نهائيات كأس العالم منذ 28 عاما، مما منح فريقه التقدم 1–0. في النهاية، تمكنت بلجيكا من اللحاق بالركب وسجلت هدفين لتنتصر 2–1 عن طريق دريس ميرتنز ومروان فيلايني.
في مباراتهم الثانية ضد كوريا الجنوبية، احتاج الجزائريون إلى فوز قوي للحصول على فرصة جيدة للتأهل للدور التالي. فازوا بنتيجة 4–2 عن طريق إسلام سليماني ورفيق حليش وعبد المؤمن جابو وياسين إبراهيمي.
في 26 يونيو، لعبت الجزائر مع روسيا على المركز الثاني في المجموعة ط. وسجلت روسيا الهدف الافتتاحي لكن إسلام سليماني سجل هدف التعادل ليقود الجزائر إلى الدور الثاني من المونديال لأول مرة.
في الدور الثاني، واجه المنتخب الجزائري نظيره منتخب ألماني الذي توج بالبطولة لاحقا، وقد أعادت للأذهان مباراة كأس العالم 1982 الذي انتهت بفوز الخضر على ألمانيا الغربية ب 2-1. انطلقت المباراة مع هجمات ألمانية متوقعة في 10 دقائق أولى قبل أن تنقلب الطاولة على ألمان الذي لولا حارسه نوير لاستقبل هدفا مبكرا , الجزائر هددت مرمى ألمان بهجمات سليماني وسفيان فيغولي وفوزي غلام والعربي هلال سوداني. انتهى الشوط الأول بتعادل سلبي 0-0. في الشوط الثاني تدارك الألمان الوضع و هددوا مرمى الخضر الذي كان لها رايس مبولحي بالمرصاد لينتهي الشوط الثاني بالتعادل السلبي مما أدى إلى للجوء للأشواط إضافية.
قرر المدرب يواخيم لوف  إشراك اللاعب آندريه شورله ليسجل الهدف المستعصي للألمان قبل أن يضاعف مسعود أوزيل النتيجة لتصبح 2-0. وقبل نهاية المباراة صنع سفيان فيغولي الهدف الوحيد للخضر الذي سجله عبد المؤمن جابو لتنتهي النتيجة لصالح ألمان و ينتهي حلم الجزائر بعد مباراة لا تنسى قدم فيها محاربي الصحراء أداءا.

### إنحدار في النتائج (2015–2018)
بعد نجاحها في كأس العالم، اكتسبت الجزائر الاحترام واعتبرت مرة أخرى واحدة من أفضل الفرق في أفريقيا، حيث يلعب لاعبون شبان ومؤثرون في أفضل الفرق في جميع أنحاء أوروبا. بعد أن قرر المدرب وحيد خليلهودزيتش الانسحاب من تمديد عقده بعد كأس العالم التاريخية، تم تعيين مدرب نادي لوريان السابق كريستيان غوركوف من قبل رئيس الفاف محمد روراوة لمساعدة الجزائر على تحقيق أهدافها.

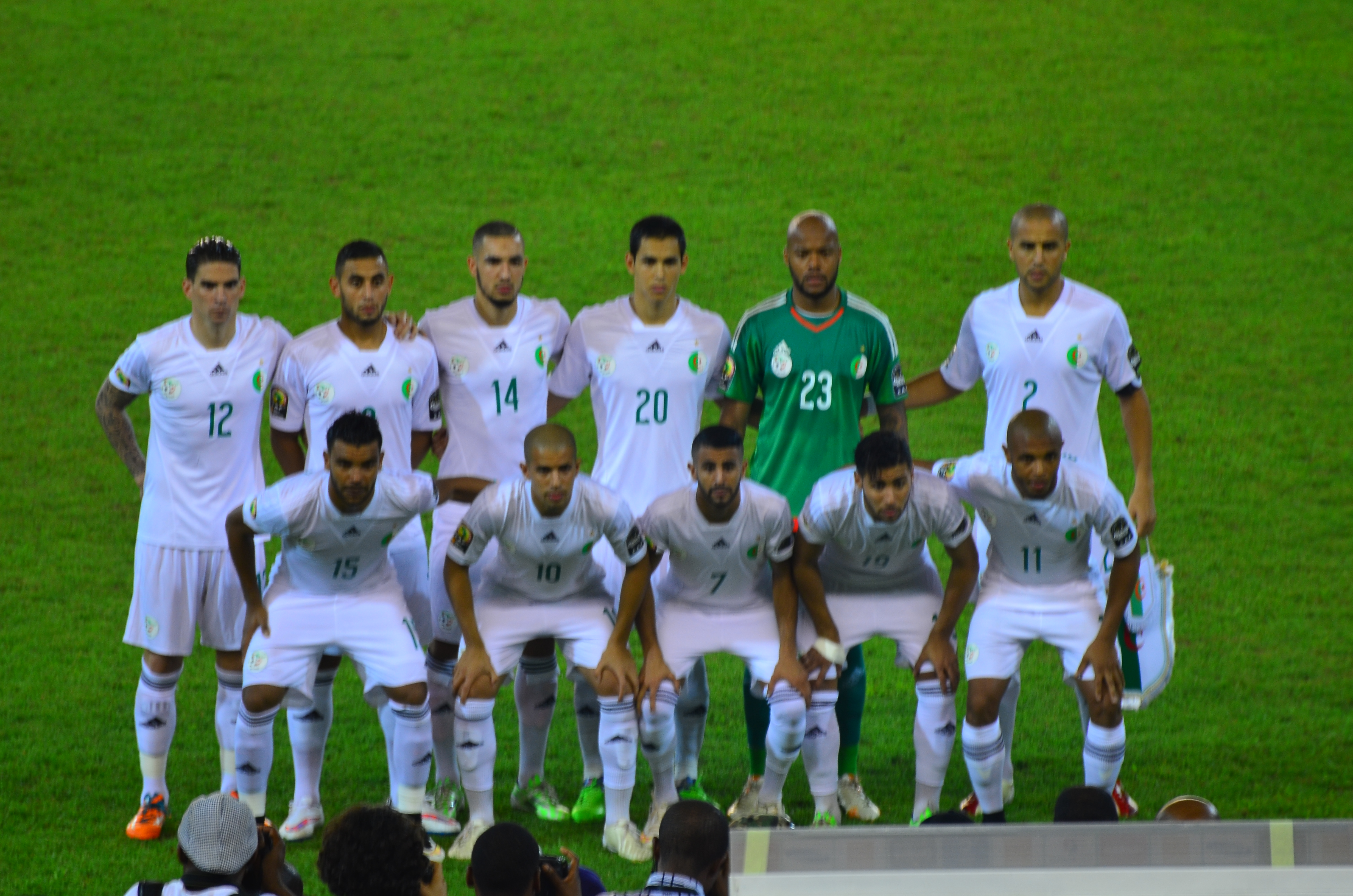
تشكيلة الجزائر في كأس الأمم الأفريقية 2015.

بعد أن تصدرت بسهولة مجموعة تصفيات كأس الأمم الأفريقية 2015 التي تألفت من مالي، مالاوي وإثيوبيا، كانت الجزائر مرشحة للفوز بنسخة 2015 من البطولة التي استضافتها غينيا الاستوائية. وقعت الجزائر في مجموعة صعبة للغاية ضمت جنوب أفريقيا، غانا والسنغال. كل فريق في المجموعة كان في قمة مستواه، كافحت الجزائر في المباراة الأولى ضد جنوب إفريقيا وكانت متأخرة بهدف قبل أن تهزمهم في النهاية 3–1. في المباراة الثانية ضد غانا، كانت النجوم السوداء في حاجة ماسة إلى الفوز بعد خسارة المباراة الأولى أمام السنغال، بعد 90 دقيقة وبينما بدت المباراة وكأنها متجهة إلى التعادل السلبي مع عدم وجود أي من الطرفين خطيرًا، أسامواه جيان ليمنح فوز لغانا قبل صافرة النهاية. في المباراة الأخيرة للمجموعة ضد السنغال، بدت الجزائر أفضل بكثير وفازت بنتيجة 2–0 بأهداف رياض محرز ونبيل بن طالب إلى الدور التالي. احتل ثعالب الصحراء المركز الثاني في مجموعتهم خلف غانا على الرغم من فارق الأهداف بسبب الأرقام القياسية. كانت ساحل العاج في انتظارهم، حيث سجل ويلفريد بوني هدفين وجرفينيو هدف لتنتهي المباراة بنتيجة 3–1 لصالح الفيلة مما أقصى المنتخب الجزائري. تعرض المدرب كريستيان غوركوف لانتقادات واسعة بعد الخروج من كأس الأمم الأفريقية، واستمر في تعرضه للانتقاد بسبب تكتيكاته ونتائجه، حيث خسر 2–1 في مباراة ودية ضد غينيا وتعادل 2–2 أمام تنزانيا. على الرغم من أن الجزائر ححققت انتصار رائع على أرضها، في الإياب بنتيجة 7–0 على تنزانيا، إلا أن الفريق كان هشًا للغاية في المباريات خارج الأرض وتلقى العديد من الأهداف.
أتاح فوز تنزانيا الوصول إلى الدور النهائي من تصفيات كأس العالم 2018. وقعت الجزائر في مجموعة صعبة بشكل لا يصدق مع نيجيريا، الكاميرون وزامبيا مع احتلال الفريق فقط صدارة المجموعة المؤهلة إلى كأس العالم 2018. بعد التعادل 3–3 خارج أرضه ضد إثيوبيا، استقال المدير غوركوف من منصبه. تم تعيين ميلوفان راييفاتس مدربًا في يونيو 2016، لكنه استقال بعد 4 أشهر بعد انتهاء أول مباراة جزائرية في التصفيات المؤهلة لكأس العالم بالتعادل مع الكاميرون. ثم عين الاتحاد الجزائري لكرة القدم جورج ليكنز الذي لم يكن أفضل من سلفه بخسارته أمام نيجيريا 3–1 خلال الجولة الثانية من تصفيات كأس العالم في نوفمبر 2016. ثم درب ليكنز الجزائر خلال كأس الأمم الأفريقية 2017 حيث خاض الأفناك حملة مروعة أمام زيمبابوي والسنغال وخسروا أمام تونس مما أدى إلى خروج مبكر في مرحلة المجموعات. كانت الدولة الأفريقية في حالة تدهور مستمر بسبب التغييرات المستمرة على مستوى الإدارة ومرة أخرى ستحصل الجزائر على مدرب جديد بعد استقالة ليكنز مباشرة بعد كأس الأمم الأفريقية وترك رئيس الفاف روراوة منصبه وحل محله الشاب خير الدين زطشي. أتى الرئيس الجديد بأفكار جديدة، فقد أحضر المدرب الإسباني لوكاس ألكاراز ليحاول إعادة انطلاق المنتخب الوطني مرة أخرى، لكن الإسباني أُقيل بعد النتائج السيئة مما يعني أن الجزائر ستغيب عن كأس العالم 2018. كان تفويت كأس العالم بمثابة مفاجأة كبيرة في البلاد حيث كان الفريق يتألف من لاعبين موهوبين للغاية يلعبون على مستوى عالٍ في أفضل بطولات الدوري في أوروبا. في نوفمبر 2017، تم تعيين النجم الجزائري السابق رابح ماجر كمدرب، وكان قرار ضم ماجر قرارًا مثيرًا للجدل لأنه لم يدرب أي فريق لأكثر من 10 سنوات وخاض تجربة تدريبية فاشلة مع الجزائر. لن يستمر ماجر طويلاً أيضًا، بعد بضع نتائج سيئة في المباريات الودية بما في ذلك الخسارة 3–0 أمام البرتغال، كما تم إقالته بعد 7 أشهر فقط من المسؤولية. في غضون أربع سنوات من نهاية كأس العالم 2014، كان لدى الجزائر خمسة مدربين مختلفين مع الأداء والنتائج تزداد سوءًا.

### العودة للقمة والتتويج الأفريقي الثاني (منذ 2018)
غالبًا ما يرتبط بالفريق الجزائري جنبًا إلى جنب مع هذه النجاحات في قطر (مع نادي الدحيل)، في 2 أغسطس 2018 تم تعيين الدولي السابق جمال بلماضي مدربًا رسميًا. لديه هدفان: التأهل إلى كأس الأمم الأفريقية 2019 و2021 وكأس العالم 2022. بلماضي يعين ياسين إبراهيمي قائدًا جديدًا، رايس مبولحي نائب القائد ورفيق حليش ثالثًا. في 9 سبتمبر 2018 قاد بلماضي أول مباراة له على الهامش الجزائري خارج أرضه أمام غامبيا في تصفيات كأس الأمم الأفريقية 2019، بالتوازي مع كل الظروف التي أثرت على سير هذا اللقاء بسلاسة، الجزائر تخطف التعادل 1–1، بهدف المهاجم بغداد بونجاح. بلماضي ينتظر 12 أكتوبر 2018 لاستقبال بنين في ملعب مصطفى تشاكر ضمن تصفيات كأس الأمم الأفريقية 2019، يفوز المنتخب الجزائري بالمباراة 2–0، بدأ بلماضي بخطته التكتيكية المفضلة 4-2-3-1، مع رياض محرز كقائد وبفضل أهداف رامي بن سبعيني وبغداد بونجاح. في 18 نوفمبر 2018، تأهل المنتخب الجزائري إلى كأس الأمم الأفريقية 2019 بفوزه على توغو 4–1.
يبدأ المنتخب الجزائري بطولة كأس الأمم الأفريقية 2019 في قمة الترتيب من خلال احتلاله المركز الأول في مجموعته بسهولة بفوزه على كينيا 2–0 (بأهداف بغداد بونجاح ورياض محرز) قبل الفوز على السنغال بنتيجة 1–0 بصعوبة (بهدف يوسف بلايلي)، وإنهاء دور المجموعات بهدوء بفوزه على تنزانيا بنتيجة 3–0 (بأهداف إسلام سليماني وآدم وناس). في دور الـ16، واجه أفناك الصحراء غينيا الثالثة في مجموعة مكونة أيضًا من مدغشقر، نيجيريا وبوروندي. بينما تم إقصاء غالبية المرشحين من المنافسة في دور الـ16 من قبل فرق «صغيرة» هزيمة مصر 1–0 ضد جنوب أفريقيا، هزيمة المغرب بركلات الترجيج 4–1 بعد التعادل 1–1 ضد بنين وهزيمة الكاميرون حاملة اللقب 3–2 ضد نيجيريا، لم يتفاجئ الخضر وفازوا بنتيجة 3–0 بفضل أهداف يوسف بلايلي، رياض محرز وآدم وناس.
تتعقد الأمور في الربع النهائي، عندما يواجه الخضر أفيال ساحل العاج. في الواقع، على الرغم من افتتاح التسجيل من سفيان فيغولي، نجح الإيفواريون في تحقيق التعادل عن طريق جوناثان كودجيا وفي نفس الوقت استقبلت الجزائر أول هدف في المسابقة استمرت النتيجة على حالها حتى في الاشواط الاضافية قبل ان تذهب إلى ركلات الترجيح، فاز الجزائريون بركلات الترجيح وبلغوا نصف النهائي (1–1، 4–3 ركلات الترجيج)،
في النصف النهائي واجهت نيجيريا الفريقان لديهم فرص قليلة، لكن أفناك الصحراء تمكنوا من افتتاح التسجيل بفضل هدف ذاتي من ويليام تروست-إيكونغ بعد عرضية من رياض محرز تصدرت مرتين من قبل اثنين من المدافعين النيجيريين ومع ذلك، في الشوط الثاني تسبب قلب الدفاع عيسى ماندي في ركلة جزاء بعد لمس الكرة بيده في منطقة الجزاء نفذها أوديون إيغالو. بينما اعتقد الجميع أن المباراة ستستمر في الوقت الإضافي، سجل رياض محرز من ركلة حرة مباشرة بعد أربع دقائق فقط من بداية الوقت المحتسب بدل الضائع (90+5). وصلت الجزائر إلى نهائي آخر بعد 29 سنة منذ عام 1990.
في 19 يوليو 2019، تواجه الجزائر السنغال مرة أخرى في المباراة النهائية، الفريقان اللذان واجه كل منهما الآخر في مرحلة المجموعات (فوز الجزائر 1–0). بدأت المباراة بطريقة مجنونة ومفاجئة بفضل هدف بغداد بونجاح بعد 72 ثانية من انطلاق المباراة. لا يعترف السنغاليون بالتأخر في النتيجة ويهيمنون على بقية المباراة. بعد مرور ساعة تقريبًا، حاول المهاجم السنغالي إسماعيل سار تسديد عرضية تصدت لها ذراع عدلان قديورة يشير الحكم إلى ركلة جزاء للسنغاليين ومع ذلك، فإن الخطأ ليس واضحًا لذلك استعان الحكم الكاميروني سيدي أليوم بنقنية الفار على حافة الملعب، تم رفض ركلة الجزاء أخيرًا واعتقد الحكم أن ذراع عدلان قديورة كانت عالقة في جسده وأن الحركة كانت لا إرادية. رغم تحركات السنغال العديدة في نهاية المباراة، حافظ الجزائريون على لقب كأس الأمم الأفريقية الثانية في تاريخهم، وهي الأولى خارج أرضهم.

## المشاركات الدولية

### كأس العالم
لعب المنتخب الجزائري في 17 نوفمبر 1968 أمام تونس لقاءه التأهيلي الأول لكأس العالم. شاركت اثنتي عشرة مرة في جولات التصفيات للمسابقة، في عام 1982 أصبحت خامس دولة في إفريقيا، بعد مصر، المغرب، زائير وتونس في عام 1978، تتأهل لمرحلة نهائية لكأس العالم.
ظهرت الجزائر في نهائيات كأس العالم في أربع مناسبات أعوام 1982 و1986 و2010 و2014. وتأهلت مرة واحدة إلى أدوار خروج المغلوب، ووصلت إلى دور الستة عشر في 2014 قبل أن تخسر أمام ألمانيا. قبل 32 سنة، كادت الجزائر تأهل إلى الدور الثاني من كأس العالم 1982 بعد فوزها على كل من ألمانيا الغربية وتشيلي. لكن مباراة مثيرة للجدل بين ألمانيا الغربية والنمسا انتهت بإقصاء الجزائريين. في 2014، تأهلت الجزائر لأول مرة إلى دور الـ16.
| سجل المشاركات في كأس العالم | سجل المشاركات في كأس العالم     | سجل المشاركات في كأس العالم     | سجل المشاركات في كأس العالم     | سجل المشاركات في كأس العالم     | سجل المشاركات في كأس العالم     | سجل المشاركات في كأس العالم     | سجل المشاركات في كأس العالم     | سجل المشاركات في كأس العالم     |                                 | سجل تصفيات كأس العالم لكرة القدم | سجل تصفيات كأس العالم لكرة القدم | سجل تصفيات كأس العالم لكرة القدم | سجل تصفيات كأس العالم لكرة القدم | سجل تصفيات كأس العالم لكرة القدم | سجل تصفيات كأس العالم لكرة القدم | سجل تصفيات كأس العالم لكرة القدم |
| النسخة                      | الجولة                          | المركز                          | لعب                             | فاز                             | تعادل                           | خسر                             | له                              | عليه                            | لعب                             | فاز                              | تعادل                            | خسر                              | له                               | عليه                             | مصادر                            |                                  |
| --------------------------- | ------------------------------- | ------------------------------- | ------------------------------- | ------------------------------- | ------------------------------- | ------------------------------- | ------------------------------- | ------------------------------- | ------------------------------- | -------------------------------- | -------------------------------- | -------------------------------- | -------------------------------- | -------------------------------- | -------------------------------- | -------------------------------- |
| 1930                        | لم يشارك(كان محتل من طرف فرنسا) | لم يشارك(كان محتل من طرف فرنسا) | لم يشارك(كان محتل من طرف فرنسا) | لم يشارك(كان محتل من طرف فرنسا) | لم يشارك(كان محتل من طرف فرنسا) | لم يشارك(كان محتل من طرف فرنسا) | لم يشارك(كان محتل من طرف فرنسا) | لم يشارك(كان محتل من طرف فرنسا) | لم يشارك(كان محتل من طرف فرنسا) | لم يشارك(كان محتل من طرف فرنسا)  | لم يشارك(كان محتل من طرف فرنسا)  | لم يشارك(كان محتل من طرف فرنسا)  | لم يشارك(كان محتل من طرف فرنسا)  | لم يشارك(كان محتل من طرف فرنسا)  | لم يشارك(كان محتل من طرف فرنسا)  |                                  |
| 1934                        | لم يشارك(كان محتل من طرف فرنسا) | لم يشارك(كان محتل من طرف فرنسا) | لم يشارك(كان محتل من طرف فرنسا) | لم يشارك(كان محتل من طرف فرنسا) | لم يشارك(كان محتل من طرف فرنسا) | لم يشارك(كان محتل من طرف فرنسا) | لم يشارك(كان محتل من طرف فرنسا) | لم يشارك(كان محتل من طرف فرنسا) | لم يشارك(كان محتل من طرف فرنسا) | لم يشارك(كان محتل من طرف فرنسا)  | لم يشارك(كان محتل من طرف فرنسا)  | لم يشارك(كان محتل من طرف فرنسا)  | لم يشارك(كان محتل من طرف فرنسا)  | لم يشارك(كان محتل من طرف فرنسا)  | لم يشارك(كان محتل من طرف فرنسا)  |                                  |
| 1938                        | لم يشارك(كان محتل من طرف فرنسا) | لم يشارك(كان محتل من طرف فرنسا) | لم يشارك(كان محتل من طرف فرنسا) | لم يشارك(كان محتل من طرف فرنسا) | لم يشارك(كان محتل من طرف فرنسا) | لم يشارك(كان محتل من طرف فرنسا) | لم يشارك(كان محتل من طرف فرنسا) | لم يشارك(كان محتل من طرف فرنسا) | لم يشارك(كان محتل من طرف فرنسا) | لم يشارك(كان محتل من طرف فرنسا)  | لم يشارك(كان محتل من طرف فرنسا)  | لم يشارك(كان محتل من طرف فرنسا)  | لم يشارك(كان محتل من طرف فرنسا)  | لم يشارك(كان محتل من طرف فرنسا)  | لم يشارك(كان محتل من طرف فرنسا)  |                                  |
| 1950                        | لم يشارك(كان محتل من طرف فرنسا) | لم يشارك(كان محتل من طرف فرنسا) | لم يشارك(كان محتل من طرف فرنسا) | لم يشارك(كان محتل من طرف فرنسا) | لم يشارك(كان محتل من طرف فرنسا) | لم يشارك(كان محتل من طرف فرنسا) | لم يشارك(كان محتل من طرف فرنسا) | لم يشارك(كان محتل من طرف فرنسا) | لم يشارك(كان محتل من طرف فرنسا) | لم يشارك(كان محتل من طرف فرنسا)  | لم يشارك(كان محتل من طرف فرنسا)  | لم يشارك(كان محتل من طرف فرنسا)  | لم يشارك(كان محتل من طرف فرنسا)  | لم يشارك(كان محتل من طرف فرنسا)  | لم يشارك(كان محتل من طرف فرنسا)  |                                  |
| 1954                        | لم يشارك(كان محتل من طرف فرنسا) | لم يشارك(كان محتل من طرف فرنسا) | لم يشارك(كان محتل من طرف فرنسا) | لم يشارك(كان محتل من طرف فرنسا) | لم يشارك(كان محتل من طرف فرنسا) | لم يشارك(كان محتل من طرف فرنسا) | لم يشارك(كان محتل من طرف فرنسا) | لم يشارك(كان محتل من طرف فرنسا) | لم يشارك(كان محتل من طرف فرنسا) | لم يشارك(كان محتل من طرف فرنسا)  | لم يشارك(كان محتل من طرف فرنسا)  | لم يشارك(كان محتل من طرف فرنسا)  | لم يشارك(كان محتل من طرف فرنسا)  | لم يشارك(كان محتل من طرف فرنسا)  | لم يشارك(كان محتل من طرف فرنسا)  |                                  |
| 1958                        | لم يشارك(كان محتل من طرف فرنسا) | لم يشارك(كان محتل من طرف فرنسا) | لم يشارك(كان محتل من طرف فرنسا) | لم يشارك(كان محتل من طرف فرنسا) | لم يشارك(كان محتل من طرف فرنسا) | لم يشارك(كان محتل من طرف فرنسا) | لم يشارك(كان محتل من طرف فرنسا) | لم يشارك(كان محتل من طرف فرنسا) | لم يشارك(كان محتل من طرف فرنسا) | لم يشارك(كان محتل من طرف فرنسا)  | لم يشارك(كان محتل من طرف فرنسا)  | لم يشارك(كان محتل من طرف فرنسا)  | لم يشارك(كان محتل من طرف فرنسا)  | لم يشارك(كان محتل من طرف فرنسا)  | لم يشارك(كان محتل من طرف فرنسا)  |                                  |
| 1962                        | لم يشارك(كان محتل من طرف فرنسا) | لم يشارك(كان محتل من طرف فرنسا) | لم يشارك(كان محتل من طرف فرنسا) | لم يشارك(كان محتل من طرف فرنسا) | لم يشارك(كان محتل من طرف فرنسا) | لم يشارك(كان محتل من طرف فرنسا) | لم يشارك(كان محتل من طرف فرنسا) | لم يشارك(كان محتل من طرف فرنسا) | لم يشارك(كان محتل من طرف فرنسا) | لم يشارك(كان محتل من طرف فرنسا)  | لم يشارك(كان محتل من طرف فرنسا)  | لم يشارك(كان محتل من طرف فرنسا)  | لم يشارك(كان محتل من طرف فرنسا)  | لم يشارك(كان محتل من طرف فرنسا)  | لم يشارك(كان محتل من طرف فرنسا)  |                                  |
| 1966                        | لم يشارك                        | لم يشارك                        | لم يشارك                        | لم يشارك                        | لم يشارك                        | لم يشارك                        | لم يشارك                        | لم يشارك                        | لم يشارك                        | لم يشارك                         | لم يشارك                         | لم يشارك                         | لم يشارك                         | لم يشارك                         | لم يشارك                         |                                  |
| 1970                        | لم يتأهل                        | لم يتأهل                        | لم يتأهل                        | لم يتأهل                        | لم يتأهل                        | لم يتأهل                        | لم يتأهل                        | لم يتأهل                        | 2                               | 0                                | 1                                | 1                                | 1                                | 2                                | [ 20 ]                           |                                  |
| 1974                        | لم يتأهل                        | لم يتأهل                        | لم يتأهل                        | لم يتأهل                        | لم يتأهل                        | لم يتأهل                        | لم يتأهل                        | لم يتأهل                        | 2                               | 1                                | 0                                | 1                                | 2                                | 5                                | [ 21 ]                           |                                  |
| 1978                        | لم يتأهل                        | لم يتأهل                        | لم يتأهل                        | لم يتأهل                        | لم يتأهل                        | لم يتأهل                        | لم يتأهل                        | لم يتأهل                        | 4                               | 1                                | 2                                | 1                                | 2                                | 3                                | [ 22 ]                           |                                  |
| 1982                        | دور المجموعات                   | 13                              | 3                               | 2                               | 0                               | 1                               | 5                               | 5                               | 8                               | 5                                | 2                                | 1                                | 16                               | 6                                | [ 23 ]                           |                                  |
| 1986                        | دور المجموعات                   | 22                              | 3                               | 0                               | 1                               | 2                               | 1                               | 5                               | 6                               | 5                                | 1                                | 0                                | 13                               | 3                                | [ 24 ]                           |                                  |
| 1990                        | لم يتأهل                        | لم يتأهل                        | لم يتأهل                        | لم يتأهل                        | لم يتأهل                        | لم يتأهل                        | لم يتأهل                        | لم يتأهل                        | 6                               | 3                                | 2                                | 1                                | 6                                | 2                                | [ 25 ]                           |                                  |
| 1994                        | لم يتأهل                        | لم يتأهل                        | لم يتأهل                        | لم يتأهل                        | لم يتأهل                        | لم يتأهل                        | لم يتأهل                        | لم يتأهل                        | 8                               | 2                                | 3                                | 3                                | 8                                | 11                               | [ 26 ]                           |                                  |
| 1998                        | لم يتأهل                        | لم يتأهل                        | لم يتأهل                        | لم يتأهل                        | لم يتأهل                        | لم يتأهل                        | لم يتأهل                        | لم يتأهل                        | 2                               | 1                                | 0                                | 1                                | 2                                | 3                                | [ 27 ]                           |                                  |
| 2002                        | لم يتأهل                        | لم يتأهل                        | لم يتأهل                        | لم يتأهل                        | لم يتأهل                        | لم يتأهل                        | لم يتأهل                        | لم يتأهل                        | 10                              | 3                                | 3                                | 4                                | 13                               | 14                               | [ 28 ]                           |                                  |
| 2006                        | لم يتأهل                        | لم يتأهل                        | لم يتأهل                        | لم يتأهل                        | لم يتأهل                        | لم يتأهل                        | لم يتأهل                        | لم يتأهل                        | 12                              | 3                                | 5                                | 4                                | 15                               | 15                               | [ 29 ]                           |                                  |
| 2010                        | دور المجموعات                   | 28                              | 3                               | 0                               | 1                               | 2                               | 0                               | 2                               | 13                              | 8                                | 2                                | 3                                | 17                               | 8                                | [ 30 ]                           |                                  |
| 2014                        | دور الـ16                       | 14                              | 4                               | 1                               | 1                               | 2                               | 7                               | 7                               | 8                               | 6                                | 0                                | 2                                | 16                               | 7                                | [ 31 ]                           |                                  |
| 2018                        | لم يتأهل                        | لم يتأهل                        | لم يتأهل                        | لم يتأهل                        | لم يتأهل                        | لم يتأهل                        | لم يتأهل                        | لم يتأهل                        | 8                               | 2                                | 2                                | 4                                | 15                               | 12                               | [ 32 ]                           |                                  |
| 2022                        | لم يتأهل                        | لم يتأهل                        | لم يتأهل                        | لم يتأهل                        | لم يتأهل                        | لم يتأهل                        | لم يتأهل                        | لم يتأهل                        | 8                               | 5                                | 2                                | 1                                | 27                               | 6                                |                                  |                                  |
| 2026                        | سيحدد فيما بعد                  | سيحدد فيما بعد                  | سيحدد فيما بعد                  | سيحدد فيما بعد                  | سيحدد فيما بعد                  | سيحدد فيما بعد                  | سيحدد فيما بعد                  | سيحدد فيما بعد                  | سيحدد فيما بعد                  | سيحدد فيما بعد                   | سيحدد فيما بعد                   | سيحدد فيما بعد                   | سيحدد فيما بعد                   | سيحدد فيما بعد                   | سيحدد فيما بعد                   | سيحدد فيما بعد                   |
| المجموع                     | دور الـ16                       | 4/22                            | 13                              | 3                               | 3                               | 7                               | 13                              | 19                              | 97                              | 45                               | 25                               | 27                               | 153                              | 97                               | —                                |                                  |

### كأس الأمم الأفريقية
ظهرت الجزائر في نهائيات كأس الأمم الأفريقية ثماني عشرة مرة. كانت أول مشاركة للأفناك في عام 1968 في إثيوبيا. فازت الجزائر بالكأس مرتين: المرة الأولى كانت عندما استضافت البطولة عام 1990، وفازت باللقب الثاني في نسخة 2019 التي أقيمت في مصر. كما احتلت الجزائر المركز الثاني في نسخة 1980 التي أقيمت في نيجيريا والمركز الثالث في نسختي 1984 و1988 اللتين أقيمتا في ساحل العاج والمغرب.
| سجل المشاركات في كأس الأمم الأفريقية | سجل المشاركات في كأس الأمم الأفريقية | سجل المشاركات في كأس الأمم الأفريقية | سجل المشاركات في كأس الأمم الأفريقية | سجل المشاركات في كأس الأمم الأفريقية | سجل المشاركات في كأس الأمم الأفريقية | سجل المشاركات في كأس الأمم الأفريقية | سجل المشاركات في كأس الأمم الأفريقية | سجل المشاركات في كأس الأمم الأفريقية |                       | سجل تصفيات كأس الأمم الأفريقية | سجل تصفيات كأس الأمم الأفريقية | سجل تصفيات كأس الأمم الأفريقية | سجل تصفيات كأس الأمم الأفريقية | سجل تصفيات كأس الأمم الأفريقية | سجل تصفيات كأس الأمم الأفريقية | سجل تصفيات كأس الأمم الأفريقية |
| النسخة                               | الجولة                               | المركز                               | لعب                                  | فاز                                  | عدل                                  | خسر                                  | له                                   | عليه                                 | لعب                   | فاز                            | عدل                            | خسر                            | له                             | عليه                           | مصادر                          |                                |
| ------------------------------------ | ------------------------------------ | ------------------------------------ | ------------------------------------ | ------------------------------------ | ------------------------------------ | ------------------------------------ | ------------------------------------ | ------------------------------------ | --------------------- | ------------------------------ | ------------------------------ | ------------------------------ | ------------------------------ | ------------------------------ | ------------------------------ | ------------------------------ |
| 1957                                 | بلا منتخب                            | بلا منتخب                            | بلا منتخب                            | بلا منتخب                            | بلا منتخب                            | بلا منتخب                            | بلا منتخب                            | بلا منتخب                            | مستعمرة فرنسية        | مستعمرة فرنسية                 | مستعمرة فرنسية                 | مستعمرة فرنسية                 | مستعمرة فرنسية                 | مستعمرة فرنسية                 | مستعمرة فرنسية                 |                                |
| 1959                                 | بلا منتخب                            | بلا منتخب                            | بلا منتخب                            | بلا منتخب                            | بلا منتخب                            | بلا منتخب                            | بلا منتخب                            | بلا منتخب                            | مستعمرة فرنسية        | مستعمرة فرنسية                 | مستعمرة فرنسية                 | مستعمرة فرنسية                 | مستعمرة فرنسية                 | مستعمرة فرنسية                 | مستعمرة فرنسية                 |                                |
| 1962                                 | بلا منتخب                            | بلا منتخب                            | بلا منتخب                            | بلا منتخب                            | بلا منتخب                            | بلا منتخب                            | بلا منتخب                            | بلا منتخب                            | مستعمرة فرنسية        | مستعمرة فرنسية                 | مستعمرة فرنسية                 | مستعمرة فرنسية                 | مستعمرة فرنسية                 | مستعمرة فرنسية                 | مستعمرة فرنسية                 |                                |
| 1963                                 | لم يشارك                             | لم يشارك                             | لم يشارك                             | لم يشارك                             | لم يشارك                             | لم يشارك                             | لم يشارك                             | لم يشارك                             | لم يشارك              | لم يشارك                       | لم يشارك                       | لم يشارك                       | لم يشارك                       | لم يشارك                       | لم يشارك                       |                                |
| 1965                                 | لم يشارك                             | لم يشارك                             | لم يشارك                             | لم يشارك                             | لم يشارك                             | لم يشارك                             | لم يشارك                             | لم يشارك                             | لم يشارك              | لم يشارك                       | لم يشارك                       | لم يشارك                       | لم يشارك                       | لم يشارك                       | لم يشارك                       |                                |
| 1968                                 | دور المجموعات                        | 6                                    | 3                                    | 1                                    | 0                                    | 2                                    | 5                                    | 6                                    | 4                     | 4                              | 0                              | 0                              | 9                              | 2                              | [ 33 ]                         |                                |
| 1970                                 | لم يتأهل                             | لم يتأهل                             | لم يتأهل                             | لم يتأهل                             | لم يتأهل                             | لم يتأهل                             | لم يتأهل                             | لم يتأهل                             | 4                     | 1                              | 1                              | 2                              | 3                              | 3                              | [ 34 ]                         |                                |
| 1972                                 | لم يتأهل                             | لم يتأهل                             | لم يتأهل                             | لم يتأهل                             | لم يتأهل                             | لم يتأهل                             | لم يتأهل                             | لم يتأهل                             | 2                     | 1                              | 0                              | 1                              | 3                              | 4                              | [ 35 ]                         |                                |
| 1974                                 | لم يتأهل                             | لم يتأهل                             | لم يتأهل                             | لم يتأهل                             | لم يتأهل                             | لم يتأهل                             | لم يتأهل                             | لم يتأهل                             | 2                     | 0                              | 1                              | 1                              | 2                              | 3                              | [ 36 ]                         |                                |
| 1976                                 | لم يتأهل                             | لم يتأهل                             | لم يتأهل                             | لم يتأهل                             | لم يتأهل                             | لم يتأهل                             | لم يتأهل                             | لم يتأهل                             | 2                     | 0                              | 1                              | 1                              | 2                              | 3                              | [ 37 ]                         |                                |
| 1978                                 | لم يتأهل                             | لم يتأهل                             | لم يتأهل                             | لم يتأهل                             | لم يتأهل                             | لم يتأهل                             | لم يتأهل                             | لم يتأهل                             | 4                     | 2                              | 0                              | 2                              | 7                              | 5                              | [ 38 ]                         |                                |
| 1980                                 | الوصيف                               | 2                                    | 5                                    | 2                                    | 2                                    | 1                                    | 6                                    | 7                                    | 2                     | 1                              | 0                              | 1                              | 3                              | 2                              | [ 39 ]                         |                                |
| 1982                                 | الرابع                               | 4                                    | 5                                    | 2                                    | 1                                    | 2                                    | 5                                    | 6                                    | 4                     | 2                              | 1                              | 1                              | 13                             | 5                              | [ 40 ]                         |                                |
| 1984                                 | الثالث                               | 3                                    | 5                                    | 3                                    | 2                                    | 0                                    | 8                                    | 1                                    | 4                     | 2                              | 2                              | 0                              | 10                             | 4                              | [ 41 ]                         |                                |
| 1986                                 | دور المجموعات                        | 6                                    | 3                                    | 0                                    | 2                                    | 1                                    | 2                                    | 3                                    | 4                     | 2                              | 2                              | 0                              | 8                              | 1                              | [ 42 ]                         |                                |
| 1988                                 | الثالث                               | 3                                    | 5                                    | 1                                    | 3                                    | 1                                    | 4                                    | 4                                    | 2                     | 1                              | 1                              | 0                              | 2                              | 1                              | [ 43 ]                         |                                |
| 1990                                 | البطل                                | 1                                    | 5                                    | 5                                    | 0                                    | 0                                    | 13                                   | 2                                    | تأهل بصفته المضيف     | تأهل بصفته المضيف              | تأهل بصفته المضيف              | تأهل بصفته المضيف              | تأهل بصفته المضيف              | تأهل بصفته المضيف              | [ 44 ]                         |                                |
| 1992                                 | دور المجموعات                        | 10                                   | 2                                    | 0                                    | 1                                    | 1                                    | 1                                    | 4                                    | تأهل بصفته حامل اللقب | تأهل بصفته حامل اللقب          | تأهل بصفته حامل اللقب          | تأهل بصفته حامل اللقب          | تأهل بصفته حامل اللقب          | تأهل بصفته حامل اللقب          | [ 45 ]                         |                                |
| 1994                                 | انسحب بعد التأهل                     | انسحب بعد التأهل                     | انسحب بعد التأهل                     | انسحب بعد التأهل                     | انسحب بعد التأهل                     | انسحب بعد التأهل                     | انسحب بعد التأهل                     | انسحب بعد التأهل                     | 6                     | 4                              | 1                              | 1                              | 13                             | 4                              | [ 46 ]                         |                                |
| 1996                                 | الربع النهائي                        | 5                                    | 4                                    | 2                                    | 1                                    | 1                                    | 5                                    | 3                                    | 10                    | 4                              | 5                              | 1                              | 12                             | 7                              | [ 47 ]                         |                                |
| 1998                                 | دور المجموعات                        | 15                                   | 3                                    | 0                                    | 0                                    | 3                                    | 2                                    | 5                                    | 6                     | 3                              | 1                              | 2                              | 9                              | 5                              | [ 48 ]                         |                                |
| 2000                                 | الربع النهائي                        | 6                                    | 4                                    | 1                                    | 2                                    | 1                                    | 5                                    | 4                                    | 8                     | 4                              | 1                              | 3                              | 14                             | 8                              | [ 49 ]                         |                                |
| 2002                                 | دور المجموعات                        | 15                                   | 3                                    | 0                                    | 1                                    | 2                                    | 2                                    | 5                                    | 6                     | 3                              | 2                              | 1                              | 9                              | 7                              | [ 50 ]                         |                                |
| 2004                                 | الربع النهائي                        | 8                                    | 4                                    | 1                                    | 1                                    | 2                                    | 5                                    | 7                                    | 4                     | 3                              | 1                              | 0                              | 6                              | 1                              | [ 51 ]                         |                                |
| 2006                                 | لم يتأهل                             | لم يتأهل                             | لم يتأهل                             | لم يتأهل                             | لم يتأهل                             | لم يتأهل                             | لم يتأهل                             | لم يتأهل                             | 14                    | 3                              | 5                              | 4                              | 15                             | 15                             | [ 52 ]                         |                                |
| 2008                                 | لم يتأهل                             | لم يتأهل                             | لم يتأهل                             | لم يتأهل                             | لم يتأهل                             | لم يتأهل                             | لم يتأهل                             | لم يتأهل                             | 6                     | 2                              | 2                              | 2                              | 6                              | 6                              | [ 53 ]                         |                                |
| 2010                                 | الرابع                               | 4                                    | 6                                    | 2                                    | 1                                    | 3                                    | 4                                    | 10                                   | 12                    | 7                              | 2                              | 3                              | 16                             | 8                              | [ 54 ]                         |                                |
| 2012                                 | لم يتأهل                             | لم يتأهل                             | لم يتأهل                             | لم يتأهل                             | لم يتأهل                             | لم يتأهل                             | لم يتأهل                             | لم يتأهل                             | 6                     | 2                              | 2                              | 2                              | 5                              | 8                              | [ 55 ]                         |                                |
| 2013                                 | دور المجموعات                        | 13                                   | 3                                    | 0                                    | 1                                    | 2                                    | 2                                    | 5                                    | 4                     | 4                              | 0                              | 0                              | 9                              | 2                              | [ 56 ]                         |                                |
| 2015                                 | الربع النهائي                        | 6                                    | 4                                    | 2                                    | 0                                    | 2                                    | 6                                    | 5                                    | 6                     | 5                              | 0                              | 1                              | 11                             | 4                              | [ 57 ]                         |                                |
| 2017                                 | دور المجموعات                        | 10                                   | 3                                    | 0                                    | 2                                    | 1                                    | 5                                    | 6                                    | 6                     | 5                              | 1                              | 0                              | 25                             | 5                              | [ 58 ]                         |                                |
| 2019                                 | البطل                                | 1                                    | 7                                    | 7                                    | 0                                    | 0                                    | 13                                   | 2                                    | 5                     | 3                              | 1                              | 1                              | 8                              | 3                              | [ 59 ]                         |                                |
| 2021                                 | دور المجموعات                        | 21                                   | 3                                    | 0                                    | 1                                    | 2                                    | 1                                    | 4                                    | 6                     | 4                              | 2                              | 0                              | 19                             | 6                              | —                              |                                |
| 2023                                 | تأهل                                 | تأهل                                 | تأهل                                 | تأهل                                 | تأهل                                 | تأهل                                 | تأهل                                 | تأهل                                 | 6                     | 5                              | 1                              | 0                              | 9                              | 2                              | –                              |                                |
| 2025                                 | يحدد فيما بعد                        | يحدد فيما بعد                        | يحدد فيما بعد                        | يحدد فيما بعد                        | يحدد فيما بعد                        | يحدد فيما بعد                        | يحدد فيما بعد                        | يحدد فيما بعد                        | يحدد فيما بعد         | يحدد فيما بعد                  | يحدد فيما بعد                  | يحدد فيما بعد                  | يحدد فيما بعد                  | يحدد فيما بعد                  | يحدد فيما بعد                  |                                |
| 2027                                 | يحدد فيما بعد                        | يحدد فيما بعد                        | يحدد فيما بعد                        | يحدد فيما بعد                        | يحدد فيما بعد                        | يحدد فيما بعد                        | يحدد فيما بعد                        | يحدد فيما بعد                        | يحدد فيما بعد         | يحدد فيما بعد                  | يحدد فيما بعد                  | يحدد فيما بعد                  | يحدد فيما بعد                  | يحدد فيما بعد                  | يحدد فيما بعد                  |                                |
| المجموع                              | البطل                                | 19/33                                | 77                                   | 28                                   | 22                                   | 27                                   | 94                                   | 89                                   | 144                   | 77                             | 37                             | 30                             | 249                            | 125                            | —                              |                                |

### الألعاب الأولمبية
| سجل الألعاب الأولمبية | سجل الألعاب الأولمبية | سجل الألعاب الأولمبية | سجل الألعاب الأولمبية | سجل الألعاب الأولمبية | سجل الألعاب الأولمبية | سجل الألعاب الأولمبية | سجل الألعاب الأولمبية | سجل الألعاب الأولمبية | سجل الألعاب الأولمبية |
| عدد المشاركات: 2      | عدد المشاركات: 2      | عدد المشاركات: 2      | عدد المشاركات: 2      | عدد المشاركات: 2      | عدد المشاركات: 2      | عدد المشاركات: 2      | عدد المشاركات: 2      | عدد المشاركات: 2      | عدد المشاركات: 2      |
| السنة                 | الجولة                | المرتبة               | لعب                   | فــاز                 | تعادل                 | خسر                   | لـــه                 | عليه                  | الفارق                |
| --------------------- | --------------------- | --------------------- | --------------------- | --------------------- | --------------------- | --------------------- | --------------------- | --------------------- | --------------------- |
| 1896 إلى 1964         | لم يشارك في التصفيات  | -                     | -                     | -                     | -                     | -                     | -                     | -                     | -                     |
| 1968                  | لم يتأهل              | -                     | -                     | -                     | -                     | -                     | -                     | -                     | -                     |
| 1972                  | لم يتأهل              | -                     | -                     | -                     | -                     | -                     | -                     | -                     | -                     |
| 1976                  | لم يتأهل              | -                     | -                     | -                     | -                     | -                     | -                     | -                     | -                     |
| 1980                  | ربع النهائي           | 8                     | 4                     | 1                     | 1                     | 2                     | 4                     | 5                     | -1                    |
| 1984                  | لم يتأهل              | -                     | -                     | -                     | -                     | -                     | -                     | -                     | -                     |
| 1988                  | لم يتأهل              | -                     | -                     | -                     | -                     | -                     | -                     | -                     | -                     |
| 1992                  | لم يتأهل              | -                     | -                     | -                     | -                     | -                     | -                     | -                     | -                     |
| 1996                  | لم يتأهل              | -                     | -                     | -                     | -                     | -                     | -                     | -                     | -                     |
| 2000                  | لم يتأهل              | -                     | -                     | -                     | -                     | -                     | -                     | -                     | -                     |
| 2004                  | لم يتأهل              | -                     | -                     | -                     | -                     | -                     | -                     | -                     | -                     |
| 2008                  | لم يتأهل              | -                     | -                     | -                     | -                     | -                     | -                     | -                     | -                     |
| 2012                  | لم يتأهل              | -                     | -                     | -                     | -                     | -                     | -                     | -                     | -                     |
| 2016                  | دور المجموعات         | -                     | 3                     | 0                     | 1                     | 2                     | 4                     | 6                     | −2                    |
| 2020                  | لم يتأهل              | -                     | -                     | -                     | -                     | -                     | -                     | -                     | -                     |
| 2024                  | لم يتأهل              | -                     | -                     | -                     | -                     | -                     | -                     | -                     | -                     |
| الإجمالي              | 29/2                  |                       | 7                     | 1                     | 2                     | 4                     | 8                     | 11                    | -3                    |

### ألعاب عموم أفريقيا
| سجل المشاركات في ألعاب عموم أفريقيا | سجل المشاركات في ألعاب عموم أفريقيا | سجل المشاركات في ألعاب عموم أفريقيا | سجل المشاركات في ألعاب عموم أفريقيا | سجل المشاركات في ألعاب عموم أفريقيا | سجل المشاركات في ألعاب عموم أفريقيا | سجل المشاركات في ألعاب عموم أفريقيا | سجل المشاركات في ألعاب عموم أفريقيا | سجل المشاركات في ألعاب عموم أفريقيا |
| النسخة                              | الجولة                              | المركز                              | لعب                                 | فاز                                 | عدل                                 | خسر                                 | له                                  | عليه                                |
| ----------------------------------- | ----------------------------------- | ----------------------------------- | ----------------------------------- | ----------------------------------- | ----------------------------------- | ----------------------------------- | ----------------------------------- | ----------------------------------- |
| 1965                                | الرابع                              | 4                                   | 5                                   | 2                                   | 0                                   | 3                                   | 6                                   | 5                                   |
| 1973                                | دور المجموعات                       | 5                                   | 3                                   | 1                                   | 1                                   | 1                                   | 6                                   | 6                                   |
| 1978                                | الميدالية الذهبية                   | 1                                   | 5                                   | 4                                   | 1                                   | 0                                   | 9                                   | 2                                   |
| 1987                                | استبعد                              | استبعد                              | استبعد                              | استبعد                              | استبعد                              | استبعد                              | استبعد                              | استبعد                              |
| 1991                                | لم يتأهل                            | لم يتأهل                            | لم يتأهل                            | لم يتأهل                            | لم يتأهل                            | لم يتأهل                            | لم يتأهل                            | لم يتأهل                            |
| 1995                                | دور المجموعات                       | 6                                   | 3                                   | 1                                   | 0                                   | 2                                   | 2                                   | 4                                   |
| 1999                                | دور المجموعات                       | 6                                   | 3                                   | 1                                   | 0                                   | 2                                   | 2                                   | 4                                   |
| 2003                                | دور المجموعات                       | 5                                   | 3                                   | 1                                   | 1                                   | 1                                   | 3                                   | 4                                   |
| 2007                                | دور المجموعات                       | 5                                   | 3                                   | 1                                   | 1                                   | 1                                   | 4                                   | 4                                   |
| 2011                                | لم يتأهل                            | لم يتأهل                            | لم يتأهل                            | لم يتأهل                            | لم يتأهل                            | لم يتأهل                            | لم يتأهل                            | لم يتأهل                            |
| 2015                                | لم يشارك                            | لم يشارك                            | لم يشارك                            | لم يشارك                            | لم يشارك                            | لم يشارك                            | لم يشارك                            | لم يشارك                            |
| 2019                                | لم يتأهل                            | لم يتأهل                            | لم يتأهل                            | لم يتأهل                            | لم يتأهل                            | لم يتأهل                            | لم يتأهل                            | لم يتأهل                            |
| 2023                                | سيحدد فيما بعد                      | سيحدد فيما بعد                      | سيحدد فيما بعد                      | سيحدد فيما بعد                      | سيحدد فيما بعد                      | سيحدد فيما بعد                      | سيحدد فيما بعد                      | سيحدد فيما بعد                      |
| المجموع                             | الميدالية الذهبية                   | 7/11                                | 25                                  | 11                                  | 4                                   | 10                                  | 32                                  | 29                                  |

### بطولة أمم أفريقيا للمحليين
| سجل المشاركات في بطولة أمم أفريقيا للمحليين | سجل المشاركات في بطولة أمم أفريقيا للمحليين | سجل المشاركات في بطولة أمم أفريقيا للمحليين | سجل المشاركات في بطولة أمم أفريقيا للمحليين | سجل المشاركات في بطولة أمم أفريقيا للمحليين | سجل المشاركات في بطولة أمم أفريقيا للمحليين | سجل المشاركات في بطولة أمم أفريقيا للمحليين | سجل المشاركات في بطولة أمم أفريقيا للمحليين | سجل المشاركات في بطولة أمم أفريقيا للمحليين | سجل المشاركات في بطولة أمم أفريقيا للمحليين |
| النسخة                                      | الجولة                                      | المركز                                      | لعب                                         | فاز                                         | عدل                                         | خسر                                         | له                                          | عليه                                        | مصادر                                       |
| ------------------------------------------- | ------------------------------------------- | ------------------------------------------- | ------------------------------------------- | ------------------------------------------- | ------------------------------------------- | ------------------------------------------- | ------------------------------------------- | ------------------------------------------- | ------------------------------------------- |
| 2009                                        | لم يتأهل                                    | لم يتأهل                                    | لم يتأهل                                    | لم يتأهل                                    | لم يتأهل                                    | لم يتأهل                                    | لم يتأهل                                    | لم يتأهل                                    | لم يتأهل                                    |
| 2011                                        | الرابع                                      | 4                                           | 6                                           | 2                                           | 3                                           | 1                                           | 7                                           | 4                                           | [ 60 ]                                      |
| 2014                                        | لم يتأهل                                    | لم يتأهل                                    | لم يتأهل                                    | لم يتأهل                                    | لم يتأهل                                    | لم يتأهل                                    | لم يتأهل                                    | لم يتأهل                                    | لم يتأهل                                    |
| 2016                                        | استبعد                                      | استبعد                                      | استبعد                                      | استبعد                                      | استبعد                                      | استبعد                                      | استبعد                                      | استبعد                                      | استبعد                                      |
| 2018                                        | لم يتأهل                                    | لم يتأهل                                    | لم يتأهل                                    | لم يتأهل                                    | لم يتأهل                                    | لم يتأهل                                    | لم يتأهل                                    | لم يتأهل                                    | لم يتأهل                                    |
| 2020                                        | لم يتأهل                                    | لم يتأهل                                    | لم يتأهل                                    | لم يتأهل                                    | لم يتأهل                                    | لم يتأهل                                    | لم يتأهل                                    | لم يتأهل                                    | لم يتأهل                                    |
| 2022                                        | تأهل                                        | تأهل                                        | تأهل                                        | تأهل                                        | تأهل                                        | تأهل                                        | تأهل                                        | تأهل                                        | تأهل                                        |
| المجموع                                     | الرابع                                      | 2/7                                         | 6                                           | 2                                           | 3                                           | 1                                           | 7                                           | 4                                           | —                                           |

### ألعاب البحر الأبيض المتوسط
| سجل المشاركات في ألعاب البحر الأبيض المتوسط | سجل المشاركات في ألعاب البحر الأبيض المتوسط | سجل المشاركات في ألعاب البحر الأبيض المتوسط | سجل المشاركات في ألعاب البحر الأبيض المتوسط | سجل المشاركات في ألعاب البحر الأبيض المتوسط | سجل المشاركات في ألعاب البحر الأبيض المتوسط | سجل المشاركات في ألعاب البحر الأبيض المتوسط | سجل المشاركات في ألعاب البحر الأبيض المتوسط | سجل المشاركات في ألعاب البحر الأبيض المتوسط |
| النسخة                                      | الجولة                                      | المركز                                      | لعب                                         | فاز                                         | عدل                                         | خسر                                         | له                                          | عليه                                        |
| ------------------------------------------- | ------------------------------------------- | ------------------------------------------- | ------------------------------------------- | ------------------------------------------- | ------------------------------------------- | ------------------------------------------- | ------------------------------------------- | ------------------------------------------- |
| 1951                                        | جزء من فرنسا                                | جزء من فرنسا                                | جزء من فرنسا                                | جزء من فرنسا                                | جزء من فرنسا                                | جزء من فرنسا                                | جزء من فرنسا                                | جزء من فرنسا                                |
| 1955                                        | جزء من فرنسا                                | جزء من فرنسا                                | جزء من فرنسا                                | جزء من فرنسا                                | جزء من فرنسا                                | جزء من فرنسا                                | جزء من فرنسا                                | جزء من فرنسا                                |
| 1959                                        | جزء من فرنسا                                | جزء من فرنسا                                | جزء من فرنسا                                | جزء من فرنسا                                | جزء من فرنسا                                | جزء من فرنسا                                | جزء من فرنسا                                | جزء من فرنسا                                |
| 1963                                        | لم يشارك                                    | لم يشارك                                    | لم يشارك                                    | لم يشارك                                    | لم يشارك                                    | لم يشارك                                    | لم يشارك                                    | لم يشارك                                    |
| 1967                                        | دور المجموعات                               | 6                                           | 3                                           | 1                                           | 0                                           | 2                                           | 4                                           | 6                                           |
| 1971                                        | لم يتأهل                                    | لم يتأهل                                    | لم يتأهل                                    | لم يتأهل                                    | لم يتأهل                                    | لم يتأهل                                    | لم يتأهل                                    | لم يتأهل                                    |
| 1975                                        | الميدالية الذهبية                           | 1                                           | 6                                           | 6                                           | 0                                           | 0                                           | 14                                          | 3                                           |
| 1979                                        | الميدالية البرونزية                         | 3                                           | 5                                           | 2                                           | 2                                           | 1                                           | 7                                           | 6                                           |
| 1983                                        | دور المجموعات                               | 6                                           | 2                                           | 1                                           | 0                                           | 1                                           | 3                                           | 3                                           |
| 1987                                        |                                             | 8                                           | 3                                           | 0                                           | 0                                           | 3                                           | 1                                           | 7                                           |
| 1991                                        |                                             | 8                                           | 2                                           | 0                                           | 0                                           | 2                                           | 1                                           | 5                                           |
| 1993                                        | الميدالية الفضية                            | 2                                           | 4                                           | 2                                           | 1                                           | 1                                           | 6                                           | 4                                           |
| 1997                                        | دور المجموعات                               | 8                                           | 3                                           | 0                                           | 3                                           | 0                                           | 4                                           | 4                                           |
| 2001                                        |                                             | 8                                           | 2                                           | 0                                           | 0                                           | 2                                           | 3                                           | 7                                           |
| 2005                                        | الربع النهائي                               | 6                                           | 3                                           | 1                                           | 1                                           | 1                                           | 3                                           | 4                                           |
| 2009                                        | لم يتأهل                                    | لم يتأهل                                    | لم يتأهل                                    | لم يتأهل                                    | لم يتأهل                                    | لم يتأهل                                    | لم يتأهل                                    | لم يتأهل                                    |
| 2013                                        | لم يتأهل                                    | لم يتأهل                                    | لم يتأهل                                    | لم يتأهل                                    | لم يتأهل                                    | لم يتأهل                                    | لم يتأهل                                    | لم يتأهل                                    |
| 2018                                        | دور المجموعات                               | 6                                           | 3                                           | 1                                           | 0                                           | 2                                           | 3                                           | 5                                           |
| 2021                                        | دور المجموعات                               | 6                                           | 3                                           | 1                                           | 0                                           | 2                                           | 3                                           | 5                                           |
| المجموع                                     | الميدالية الذهبية                           | 11/18                                       | 36                                          | 14                                          | 7                                           | 15                                          | 49                                          | 54                                          |

### كأس العرب
| سجل المشاركات في كأس العرب | سجل المشاركات في كأس العرب | سجل المشاركات في كأس العرب | سجل المشاركات في كأس العرب | سجل المشاركات في كأس العرب | سجل المشاركات في كأس العرب | سجل المشاركات في كأس العرب | سجل المشاركات في كأس العرب | سجل المشاركات في كأس العرب | سجل المشاركات في كأس العرب |                   |
| النسخة                     | الجولة                     | المركز                     | لعب                        | فاز                        | تعادل                      | خسر                        | له                         | عليه                       | مصادر                      |                   |
| -------------------------- | -------------------------- | -------------------------- | -------------------------- | -------------------------- | -------------------------- | -------------------------- | -------------------------- | -------------------------- | -------------------------- | ----------------- |
| 1963                       | لم يشارك                   | لم يشارك                   | لم يشارك                   | لم يشارك                   | لم يشارك                   | لم يشارك                   | لم يشارك                   | لم يشارك                   | لم يشارك                   |                   |
| 1964                       | لم يشارك                   | لم يشارك                   | لم يشارك                   | لم يشارك                   | لم يشارك                   | لم يشارك                   | لم يشارك                   | لم يشارك                   | لم يشارك                   |                   |
| 1966                       | لم يشارك                   | لم يشارك                   | لم يشارك                   | لم يشارك                   | لم يشارك                   | لم يشارك                   | لم يشارك                   | لم يشارك                   | لم يشارك                   |                   |
| 1985                       | لم يشارك                   | لم يشارك                   | لم يشارك                   | لم يشارك                   | لم يشارك                   | لم يشارك                   | لم يشارك                   | لم يشارك                   | لم يشارك                   |                   |
| 1988                       | دور المجموعات              | 5                          | 4                          | 1                          | 2                          | 1                          | 3                          | 3                          | [ 61 ]                     |                   |
| 1992                       | لم يشارك                   | لم يشارك                   | لم يشارك                   | لم يشارك                   | لم يشارك                   | لم يشارك                   | لم يشارك                   | لم يشارك                   | لم يشارك                   |                   |
| 1998                       | دور المجموعات              | 10                         | 2                          | 0                          | 1                          | 1                          | 0                          | 3                          | [ 62 ]                     |                   |
| 2002                       | لم يشارك                   | لم يشارك                   | لم يشارك                   | لم يشارك                   | لم يشارك                   | لم يشارك                   | لم يشارك                   | لم يشارك                   | لم يشارك                   |                   |
| 2012                       | لم يشارك                   | لم يشارك                   | لم يشارك                   | لم يشارك                   | لم يشارك                   | لم يشارك                   | لم يشارك                   | لم يشارك                   | لم يشارك                   |                   |
| 2021                       | البطل                      | البطل                      | البطل                      | البطل                      | البطل                      | البطل                      | البطل                      | البطل                      | البطل                      | 6\|5\|1\|0\|13\|4 |
| المجموع                    | دور المجموعات              | 3/9                        | 6                          | 1                          | 3                          | 2                          | 3                          | 6                          | —                          |                   |

### دورة الألعاب العربية
| سجل المشاركات في دورة الألعاب العربية | سجل المشاركات في دورة الألعاب العربية | سجل المشاركات في دورة الألعاب العربية | سجل المشاركات في دورة الألعاب العربية | سجل المشاركات في دورة الألعاب العربية | سجل المشاركات في دورة الألعاب العربية | سجل المشاركات في دورة الألعاب العربية | سجل المشاركات في دورة الألعاب العربية | سجل المشاركات في دورة الألعاب العربية | سجل المشاركات في دورة الألعاب العربية |
| النسخة                                | الجولة                                | المركز                                | لعب                                   | فاز                                   | تعادل                                 | خسر                                   | له                                    | عليه                                  | مصادر                                 |
| ------------------------------------- | ------------------------------------- | ------------------------------------- | ------------------------------------- | ------------------------------------- | ------------------------------------- | ------------------------------------- | ------------------------------------- | ------------------------------------- | ------------------------------------- |
| 1953                                  | جزء من فرنسا                          | جزء من فرنسا                          | جزء من فرنسا                          | جزء من فرنسا                          | جزء من فرنسا                          | جزء من فرنسا                          | جزء من فرنسا                          | جزء من فرنسا                          | جزء من فرنسا                          |
| 1957                                  | جزء من فرنسا                          | جزء من فرنسا                          | جزء من فرنسا                          | جزء من فرنسا                          | جزء من فرنسا                          | جزء من فرنسا                          | جزء من فرنسا                          | جزء من فرنسا                          | جزء من فرنسا                          |
| 1961                                  | جزء من فرنسا                          | جزء من فرنسا                          | جزء من فرنسا                          | جزء من فرنسا                          | جزء من فرنسا                          | جزء من فرنسا                          | جزء من فرنسا                          | جزء من فرنسا                          | جزء من فرنسا                          |
| 1965                                  | لم يشارك                              | لم يشارك                              | لم يشارك                              | لم يشارك                              | لم يشارك                              | لم يشارك                              | لم يشارك                              | لم يشارك                              | لم يشارك                              |
| 1976                                  | لم يشارك                              | لم يشارك                              | لم يشارك                              | لم يشارك                              | لم يشارك                              | لم يشارك                              | لم يشارك                              | لم يشارك                              | لم يشارك                              |
| 1985                                  | الميدالية البرونزية                   | 3                                     | 5                                     | 2                                     | 0                                     | 3                                     | 4                                     | 6                                     | [ 63 ]                                |
| 1992                                  | لم يشارك                              | لم يشارك                              | لم يشارك                              | لم يشارك                              | لم يشارك                              | لم يشارك                              | لم يشارك                              | لم يشارك                              | لم يشارك                              |
| 1997                                  | لم يشارك                              | لم يشارك                              | لم يشارك                              | لم يشارك                              | لم يشارك                              | لم يشارك                              | لم يشارك                              | لم يشارك                              | لم يشارك                              |
| 1999                                  | انسحب                                 | انسحب                                 | انسحب                                 | انسحب                                 | انسحب                                 | انسحب                                 | انسحب                                 | انسحب                                 | انسحب                                 |
| 2007                                  | لم يشارك                              | لم يشارك                              | لم يشارك                              | لم يشارك                              | لم يشارك                              | لم يشارك                              | لم يشارك                              | لم يشارك                              | لم يشارك                              |
| 2011                                  | لم يشارك                              | لم يشارك                              | لم يشارك                              | لم يشارك                              | لم يشارك                              | لم يشارك                              | لم يشارك                              | لم يشارك                              | لم يشارك                              |
| المجموع                               | الميدالية البرونزية                   | 1/11                                  | 5                                     | 2                                     | 0                                     | 3                                     | 4                                     | 6                                     | —                                     |

### مشاركات أخرى
| سجل المشاركات الأخرى         | سجل المشاركات الأخرى |
| المسابقة                     | المركز               |
| ---------------------------- | -------------------- |
| كأس العالم العسكرية 1969     | الوصيف               |
| كأس فلسطين للأمم 1972        | الثالث               |
| كأس فلسطين للأمم 1973        | الثالث               |
| كأس الأمم الأفرو آسيوية 1991 | البطل                |
| كأس السابع من نوفمبر 1995    | الوصيف               |
| كأس افريقيا العسكرية 2004    | الثالث               |
| كأس العالم العسكرية 2005     | الوصيف               |
| كأس افريقيا العسكرية 2008    | الوصيف               |
| كأس العالم العسكرية 2011     | البطل                |
| كأس العالم العسكرية 2015     | البطل                |
| كأس العالم العسكرية 2019     | الثالث               |
| المجموع                      | 3 ألقاب              |

## الألقاب والجوائز
قائمة ألقاب المنتخب الجزائري الأول.

### الألقاب
- كأس الأمم الأفرو آسيوية

 البطل: 1991
- كأس الأمم الأفريقية

 البطل: 1990، 2019
 الوصيف: 1980
 المركز الثالث: 1984، 1988
- بطولة أمم أفريقيا للمحليين

 الوصيف: 2022
- كأس فلسطين للأمم

 المركز الثالث: 1972، 1973
- كأس العرب

 البطل: 2021
- ألعاب عموم أفريقيا

 الميدالية الذهبية: 1978
- ألعاب البحر الأبيض المتوسط

 الميدالية الذهبية: 1975
 الميدالية الفضية: 1993
 الميدالية البرونزية: 1979
- دورة الألعاب العربية

 الميدالية البرونزية: 1985
- ألعاب التضامن الإسلامي

 الميدالية البرونزية: 2017
- كأس العالم العسكري

 البطل: 2011 ، 2015
 الوصيف: 1969 ،  2005

### الجوائز
- جائزة أفضل منتخب إفريقي في العام

 المركز الأول: 1980، 1981، 1982، 1990، 1991، 2009، 2014، 2019
 المركز الثاني: 1985، 1986، 2015
 المركز الثالث: 1987، 1989، 2010

### جوائز فردية

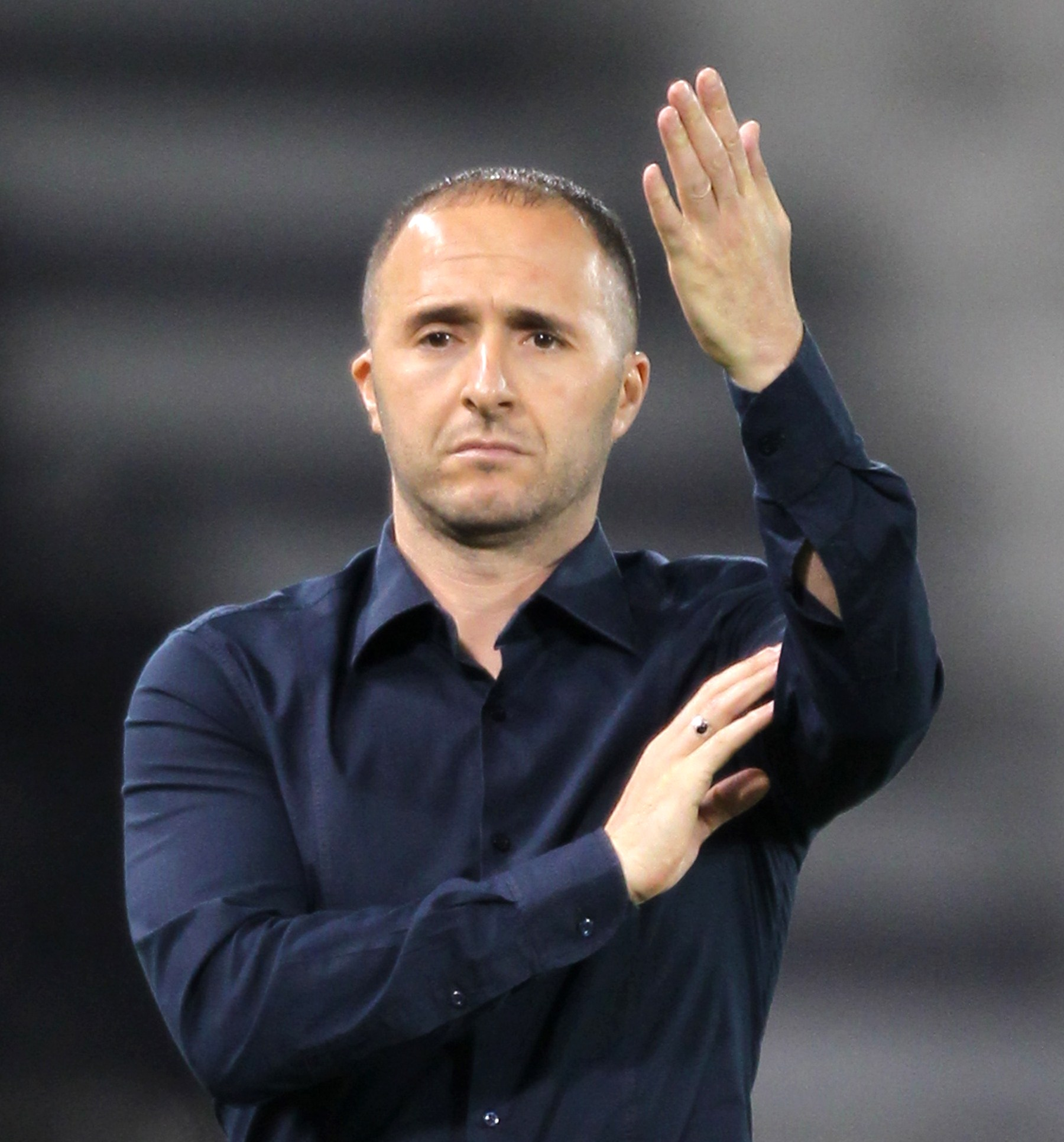
جمال بلماضي أفضل مدرب في كأس الأمم الأفريقية 2019.

#### جائزة أفضل لاعبين في البطولات الدولية
- جائزة أفضل لاعب في كأس الأمم الأفريقية

1990: رابح ماجر
2019: إسماعيل بن ناصر
- أفضل لاعب في بطولة أمم أفريقيا للمحليين

2022: حسام الدين ميرازيق
- أفضل لاعب أفريقي (داخل أفريقيا)

2019: يوسف بلايلي
- جائزة أفضل لاعب في كأس العرب

2021: ياسين إبراهيمي
- جائزة أفضل حارس في كأس العرب

2021: رايس مبولحي

#### جائزة أفضل الهدافين في البطولات الدولية
- هداف كأس الأمم الأفريقية

1988: لخضر بلومي
1990: جمال مناد
- هداف بطولة أمم أفريقيا للمحليين

2011: هلال سوداني
2022: أيمن محيوس

#### جائزة أفضل مدربين في البطولات الدولية
- جائزة أفضل مدرب في كأس الأمم الأفريقية

1990: عبد الحميد كرمالي
2019: جمال بلماضي

#### لاعبين ضمن التشكيلة المثالية
- التشكيلة المثالية في كأس الأمم الأفريقية

1980: مصطفى كويسي، لخضر بلومي، علي فرقاني، صالح عصاد
1982: شعبان مرزقان، صالح عصاد، رابح ماجر
1984: لخضر بلومي، جمال مناد
1990: عنتر عصماني، علي بن حليمة، جمال عماني، رابح ماجر، الطاهر شريف الوزاني، جمال مناد
2000: بلال دزيري
2002: رفيق صايفي
2004: كريم زياني
2010: مجيد بوقرة، كريم زياني
2019: رايس مبولحي، عدلان قديورة، إسماعيل بن ناصر، رياض محرز

## الجهاز الفني
| الموضع           | الإسم              |
| ---------------- | ------------------ |
| المدرب           | فلاديمير بيتكوفيتش |
| مساعد المدرب     | نبيل نغيز          |
| مساعد المدرب     | دافيدي موراندي     |
| مدرب حراس المرمى | عزيز بوراس         |
| مدرب اللياقة     | عمارة مرواني       |
| طبيب المنتخب     | محمد سلطاني        |

## المدربون
| رقم | بلد                                     | المدرب            | الفترة    |
| --- | --------------------------------------- | ----------------- | --------- |
| 1   | الجزائر                                 | عبد القادر فيرود  | 1963      |
| 2   | الجزائر                                 | إسماعيل خباطو     | 1963–1964 |
| 3   | الجزائر                                 | عبد الرحمان إبرير | 1964–1965 |
| 4   | الجزائر                                 | إسماعيل خباطو     | 1965–1966 |
| 5   | فرنسا                                   | لوسيان ليدوك      | 1966–1969 |
| 6   | الجزائر                                 | سعيد عمارة        | 1969      |
| 7   | الجزائر                                 | عبد الحميد زوبا   | 1969–1971 |
| 8   | الجزائر                                 | رشيد مخلوفي       | 1971–1972 |
| 9   | الجزائر                                 | محمد الكنز        | 1972–1973 |
| 10  | الجزائر                                 | سعيد عمارة        | 1973–1974 |
| 11  | رومانيا                                 | فالنتين مكري      | 1974–1975 |
| 12  | الجزائر                                 | رشيد مخلوفي       | 1975–1979 |
| 13  | الجزائر                                 | محيي الدين خالف   | 1979–1980 |
| 14  | جمهورية يوغوسلافيا الاشتراكية الاتحادية | زدرافكو رايكوف    | 1980–1981 |
| 15  | الاتحاد السوفيتي                        | يفغيني روغوف      | 1981–1982 |
| 16  | الجزائر                                 | محيي الدين خالف   | 1982      |
| 17  | الجزائر                                 | عبد الحميد زوبا   | 1982–1984 |
| 18  | الجزائر                                 | محيي الدين خالف   | 1984      |
| 19  | الجزائر                                 | رابح سعدان        | 1984–1986 |
| 20  | الاتحاد السوفيتي                        | يفغيني روغوف      | 1986–1988 |

| رقم | بلد     | المدرب            | الفترة    |
| --- | ------- | ----------------- | --------- |
| 21  | الجزائر | كمال لموي         | 1988–1989 |
| 22  | الجزائر | عبد الحميد كرمالي | 1989–1992 |
| 23  | الجزائر | مزيان إيغيل       | 1992–1994 |
| 24  | الجزائر | رابح ماجر         | 1994–1995 |
| 25  | الجزائر | علي فرقاني        | 1995–1996 |
| 26  | الجزائر | عبد الحميد زوبا   | 1996–1997 |
| 27  | الجزائر | مهداوي            | 1997–1998 |
| 28  | رومانيا | مارسيل بيغوليا    | 1998      |
| 29  | الجزائر | مزيان إيغيل       | 1998–1999 |
| 30  | الجزائر | رابح سعدان        | 1999      |
| 31  | الجزائر | شريف آيت محمد     | 1999      |
| 32  | الجزائر | رابح ماجر         | 1999      |
| 33  | الجزائر | ناصر سنجاق        | 1999–2000 |
| 34  | الجزائر | عبد الغني جداوي   | 2000–2001 |
| 35  | رومانيا | ميرسيا روديولسكو  | 2001      |
| 36  | الجزائر | عبد الحميد زوبا   | 2001      |
| 37  | الجزائر | عبد الحميد كرمالي | 2001      |
| 38  | الجزائر | عز الدين آيت جودي | 2001      |
| 39  | الجزائر | رابح ماجر         | 2001–2002 |
| 40  | الجزائر | عبد الحميد زوبا   | 2002–2003 |

| رقم | بلد             | المدرب             | الفترة    |
| --- | --------------- | ------------------ | --------- |
| 41  | بلجيكا          | جورج ليكنز         | 2003      |
| 42  | الجزائر         | رابح سعدان         | 2003–2004 |
| 43  | بلجيكا          | روبرت واسيج        | 2004      |
| 44  | الجزائر         | علي فرقاني         | 2004–2005 |
| 45  | الجزائر         | مزيان إيغيل        | 2005–2006 |
| 46  | فرنسا           | جون ميشيل كافالي   | 2006–2007 |
| 47  | الجزائر         | رابح سعدان         | 2007–2010 |
| 48  | الجزائر         | عبد الحق بن شيخة   | 2010–2011 |
| 49  | البوسنة والهرسك | وحيد خليلهودزيتش   | 2011–2014 |
| 50  | فرنسا           | كريستيان غوركوف    | 2014–2016 |
| 51  | الجزائر         | نبيل نغيز (مؤقت)   | 2016      |
| 52  | صربيا           | ميلوفان راييفاتس   | 2016      |
| 53  | بلجيكا          | جورج ليكنز         | 2016–2017 |
| 54  | إسبانيا         | لوكاس ألكاراز      | 2017      |
| 55  | الجزائر         | رابح ماجر          | 2017–2018 |
| 56  | الجزائر         | جمال بلماضي        | 2018–2024 |
| 57  | سويسرا          | فلاديمير بيتكوفيتش | 2024      |

## اللاعبون

### التشكيلة الحالية
- تم استدعاء لاعبًا التالية أسماؤوهم للمشاركة في تصفيات كأس الأمم الإفريقية 2025 ضد غينيا الاستوائية وليبيريا في 5 و10 سبتمبر 2024، على التوالي.

- عدد المباريات والأهداف صحيحة حتى 5 سبتمبر 2024، بعد المباراة ضد غينيا الاستوائية.

| الرقم | المركز | اللاعب            | تاريخ الميلاد (العمر) | لعب | سجل | النادي                  |
| ----- | ------ | ----------------- | --------------------- | --- | --- | ----------------------- |
| 1     | حارس   | أليكسيس قندوز     |                       | 0   | 0   | برسبوليس                |
| 16    | حارس   | ألكسندر أوكيدجا   |                       | 6   | 0   | ميتز                    |
| 23    | حارس   | أنتوني ماندريا    |                       | 19  | 0   | ستاد ماليرب كان         |
|       |        |                   |                       |     |     |                         |
| 2     | دفاع   | عيسى ماندي        |                       | 98  | 5   | ليل                     |
| 3     | دفاع   | خاسف نوفل محمد    |                       | 2   | 0   | شباب بلوزداد            |
| 4     | دفاع   | محمد أمين توغاي   |                       | 17  | 1   | الترجي الرياضي التونسي  |
| 5     | دفاع   | زين الدين بلعيد   |                       | 3   | 0   | نادي سينت ترويدن        |
| 13    | دفاع   | جوين هاجام        |                       | 5   | 0   | يانغ بويز               |
| 15    | دفاع   | ريان آيت نوري     |                       | 12  | 0   | مانشستر سيتي            |
| 20    | دفاع   | يوسف عطال         |                       | 42  | 2   | السد                    |
| 21    | دفاع   | رامي بن سبعيني    |                       | 64  | 8   | بوروسيا دورتموند        |
| 24    | دفاع   | محمد فارسي        |                       | 0   | 0   | كولومبوس كرو            |
| 25    | دفاع   | محمد أمين مدني    |                       | 3   | 0   | شبيبة القبائل           |
|       |        |                   |                       |     |     |                         |
| 6     | وسط    | رامز زروقي        |                       | 38  | 3   | فاينورد                 |
| 14    | وسط    | أحمد قندوسي       |                       | 4   | 0   | نادي سيراميكا كليوباترا |
| 19    | وسط    | آدم زرقان         |                       | 16  | 0   | نادي رويال شارلروا      |
| 22    | وسط    | إسماعيل بن ناصر   |                       | 51  | 2   | اولمبيك مارسيليا        |
|       |        |                   |                       |     |     |                         |
| 7     | هجوم   | رياض محرز         |                       | 95  | 31  | الأهلي                  |
| 8     | هجوم   | حسام عوار         |                       | 12  | 4   | الاتحاد                 |
| 9     | هجوم   | بغداد بونجاح      |                       | 73  | 30  | الشمال                  |
| 10    | هجوم   | سعيد بن رحمة      |                       | 30  | 2   | ليون                    |
| 11    | هجوم   | أمين غويري        |                       | 7   | 2   | أولمبيك مارسيليا        |
| 12    | هجوم   | ياسين بنزية       |                       | 10  | 6   | نادي قره باغ            |
| 17    | هجوم   | أمير سعيود        |                       | 0   | 0   | الرائد                  |
| 18    | هجوم   | محمد الأمين عمورة |                       | 28  | 6   | نادي فولفسبورغ          |
| 26    | هجوم   | أنيس حاج موسى     |                       | 4   | 0   | فاينورد                 |

## الإحصائيات
آخر تحديث 7 يوليو 2022.

### إحصائيات اللاعبين
- أكثر من لعب مباريات كقائد: يزيد منصوري (42 مباراة)
- حراس المرمى الأكثر اختيارًا: رايس مبولحي (90 مباراة)
- اللاعب الأكبر سنا: مصطفى زيتوني (35 عاما و 5 أشهر خلال آخر مباراة له في 22 مارس 1964)
- اللاعب الأصغر سنا: إسماعيل بن ناصر (18 عامًا و 9 أشهر و 4 أيام (4 سبتمبر 2016)

| المرتبة | اللاعب             | مشاركة | أهداف | الفترة    |
| ------- | ------------------ | ------ | ----- | --------- |
| 1       | لخضر بلومي         | 100    | 28    | 1978–1989 |
| 2       | رايس مبولحي        | 90     | 0     | 2010–الآن |
| 3       | رابح ماجر          | 86     | 28    | 1978–1992 |
| 4       | بلال دزيري         | 81     | 9     | 1992–2005 |
| 5       | عبد الحفيظ تاسفاوت | 80     | 36    | 1990–2002 |
| 6       | جمال مناد          | 79     | 25    | 1980–1995 |
| 7       | محي الدين مفتاح    | 77     | 4     | 1989–2002 |
| 8       | محمود قندوز        | 74     | 4     | 1977–1986 |
| 9       | إسلام سليماني      | 75     | 35    | 2012–الآن |
| 10      | مجيد بوقرة         | 70     | 4     | 2004–2015 |

| المرتبة | اللاعب             | أهداف | مباريات | المعدل | الفترة    |
| ------- | ------------------ | ----- | ------- | ------ | --------- |
| 1       | إسلام سليماني      | 41    | 88      | 0.46   | 2012-الان |
| 2       | عبد الحفيظ تاسفاوت | 36    | 80      | 0.47   | 1990–2002 |
| 3       | رابح ماجر          | 28    | 86      | 0.33   | 1978–1992 |
| 3       | لخضر بلومي         | 28    | 100     | 0.28   | 1978–1989 |
| 5       | جمال مناد          | 25    | 79      | 0.32   | 1980–1995 |
| 6       | العربي سوداني      | 23    | 52      | 0.44   | 2011–الآن |
| 7       | رياض محرز          | 22    | 65      | 0.32   | 2014–الآن |
| 8       | بغداد بونجاح       | 21    | 44      | 0.45   | 2014–الآن |
| 9       | تاج بن سحاولة      | 20    | 52      | 0.38   | 1979–1986 |
| 10      | رفيق صايفي         | 18    | 64      | 0.28   | 1998–2010 |

### سجل مواجهات الجزائر مع جميع المنتخبات

خريطة الفرق التي لعبت ضد منتخب الجزائر، خريطة العالم (يمين) خريطة أفريقيا (يسار):

آخر تحديث 19 يوليو 2019.
المفتاح:
- حصيلة إجابية
- حصيلة متوسطة
- حصيلة سلبية

| الخصم                              | مباريات | فوز | تعادل | هزيمة | له  | عليه | الفارق | نسبة الفوز |
| ---------------------------------- | ------- | --- | ----- | ----- | --- | ---- | ------ | ---------- |
| ألبانيا                            | 2       | 0   | 1     | 1     | 1   | 4    | −3     | 0%         |
| أنغولا                             | 9       | 2   | 6     | 1     | 11  | 10   | +1     | 22.22%     |
| الأرجنتين                          | 2       | 0   | 1     | 1     | 3   | 4    | −1     | 0%         |
| أرمينيا                            | 1       | 1   | 0     | 0     | 3   | 1    | +2     | 100%       |
| النمسا                             | 1       | 0   | 0     | 1     | 0   | 2    | −2     | 0%         |
| البحرين                            | 2       | 0   | 2     | 0     | 0   | 0    | 0      | 0%         |
| بنغلاديش                           | 1       | 1   | 0     | 0     | 1   | 0    | 1      | 100%       |
| بلجيكا                             | 3       | 0   | 1     | 2     | 2   | 5    | −3     | 0%         |
| بنين                               | 10      | 7   | 2     | 1     | 24  | 8    | +16    | 70%        |
| البرازيل                           | 4       | 0   | 0     | 4     | 0   | 8    | −8     | 0%         |
| البوسنة والهرسك                    | 1       | 0   | 0     | 1     | 0   | 1    | −1     | 0%         |
| بلغاريا                            | 6       | 1   | 2     | 3     | 6   | 9    | −3     | 16.66%     |
| بوركينا فاسو                       | 19      | 9   | 5     | 5     | 32  | 15   | +17    | 47.05%     |
| بوروندي                            | 5       | 3   | 2     | 0     | 7   | 3    | +4     | 60%        |
| الكاميرون                          | 9       | 1   | 4     | 4     | 10  | 11   | -1     | 11.11%     |
| كندا                               | 1       | 1   | 0     | 0     | 1   | 0    | 1      | 100%       |
| الرأس الأخضر                       | 5       | 2   | 2     | 1     | 8   | 5    | +3     | 40%        |
| جمهورية إفريقيا الوسطى             | 3       | 2   | 0     | 1     | 5   | 2    | +3     | 66.67%     |
| تشاد                               | 2       | 1   | 1     | 0     | 4   | 1    | +3     | 50%        |
| تشيلي                              | 1       | 1   | 0     | 0     | 3   | 2    | +1     | 100%       |
| الصين                              | 3       | 2   | 0     | 1     | 6   | 2    | +4     | 66.67%     |
| الكونغو                            | 3       | 2   | 1     | 0     | 5   | 1    | +4     | 66.6%      |
| جمهورية الكونغو الديمقراطية        | 5       | 2   | 3     | 0     | 7   | 3    | +4     | 40%        |
| ساحل العاج                         | 22      | 6   | 10    | 6     | 23  | 23   | 0      | 27.27%     |
| كوبا                               | 1       | 0   | 0     | 1     | 0   | 1    | −1     | 0%         |
| جمهورية التشيك                     | 2       | 1   | 0     | 1     | 4   | 2    | +2     | 50%        |
| الدنمارك                           | 1       | 0   | 1     | 0     | 0   | 0    | 0      | 0%         |
| مصر                                | 23      | 11  | 9     | 5     | 29  | 30   | −1     | 25.78%     |
| إنجلترا                            | 2       | 0   | 2     | 0     | 0   | 0    | 0      | 0%         |
| إثيوبيا                            | 8       | 4   | 3     | 1     | 18  | 7    | +11    | 50%        |
| فنلندا                             | 1       | 1   | 0     | 0     | 2   | 0    | +2     | 100%       |
| فرنسا                              | 6       | 3   | 1     | 2     | 12  | 7    | +5     | 50%        |
| الغابون                            | 7       | 2   | 1     | 4     | 7   | 12   | −5     | 14.3%      |
| غامبيا                             | 8       | 4   | 2     | 2     | 11  | 7    | +4     | 50%        |
| ألمانيا                            | 3       | 2   | 0     | 1     | 5   | 3    | +2     | 66.67%     |
| ألمانيا الشرقيةa                   | 4       | 0   | 1     | 3     | 4   | 14   | −10    | 0%         |
| غانا                               | 12      | 4   | 4     | 5     | 10  | 12   | −2     | 30%        |
| اليونان                            | 3       | 2   | 0     | 1     | 7   | 2    | +5     | 66.67%     |
| غينيا                              | 12      | 5   | 3     | 4     | 18  | 16   | +2     | 41.67%     |
| غينيا بيساو                        | 2       | 2   | 0     | 0     | 7   | 2    | +5     | 100%       |
| المجر                              | 1       | 0   | 0     | 1     | 1   | 3    | −2     | 0%         |
| إيران                              | 3       | 1   | 0     | 2     | 3   | 4    | -1     | 33.33%     |
| العراق                             | 8       | 0   | 4     | 4     | 3   | 11   | −8     | 0%         |
| إيطاليا                            | 1       | 0   | 0     | 1     | 0   | 1    | −1     | 0%         |
| الأردن                             | 1       | 0   | 1     | 0     | 1   | 1    | 0      | 0%         |
| كينيا                              | 8       | 4   | 1     | 3     | 12  | 7    | +5     | 50%        |
| كوريا الجنوبية                     | 2       | 1   | 0     | 1     | 4   | 4    | 0      | 50%        |
| لبنان                              | 1       | 0   | 1     | 0     | 2   | 2    | 0      | 0%         |
| ليسوتو                             | 2       | 2   | 0     | 0     | 9   | 1    | +8     | 100%       |
| ليبيريا                            | 5       | 2   | 3     | 0     | 10  | 4    | +6     | 40%        |
| ليبيا                              | 17      | 13  | 2     | 2     | 24  | 7    | +17    | 75%        |
| لوكسمبورغ                          | 1       | 0   | 1     | 0     | 0   | 0    | 0      | 0%         |
| مدغشقر                             | 2       | 2   | 0     | 0     | 4   | 1    | +3     | 100%       |
| مالاوي                             | 7       | 4   | 1     | 2     | 13  | 6    | +7     | 57.14%     |
| مالي                               | 18      | 10  | 1     | 7     | 24  | 21   | +3     | 55.55%     |
| مالطا                              | 3       | 2   | 1     | 0     | 3   | 1    | +2     | 66.67%     |
| موريتانيا                          | 4       | 3   | 1     | 0     | 12  | 2    | +10    | 75%        |
| المكسيك                            | 2       | 0   | 1     | 1     | 2   | 4    | −2     | 0%         |
| المغرب                             | 25      | 6   | 9     | 10    | 18  | 26   | −8     | 24%        |
| موزمبيق                            | 2       | 1   | 0     | 1     | 4   | 2    | +2     | 50%        |
| ناميبيا                            | 4       | 4   | 0     | 0     | 7   | 0    | +7     | 100%       |
| النيجر                             | 5       | 4   | 0     | 1     | 14  | 1    | +13    | 80%        |
| نيجيريا                            | 20      | 9   | 4     | 7     | 27  | 26   | +1     | 45%        |
| أيرلندا الشمالية                   | 1       | 0   | 1     | 0     | 1   | 1    | 0      | 0%         |
| عمان                               | 3       | 3   | 0     | 0     | 6   | 1    | +5     | 100%       |
| قطر                                | 4       | 3   | 0     | 1     | 7   | 1    | +6     | 75%        |
| فلسطين                             | 1       | 1   | 0     | 0     | 2   | 0    | +2     | 100%       |
| بيرو                               | 1       | 0   | 1     | 0     | 1   | 1    | 0      | 0%         |
| البرتغال                           | 2       | 1   | 0     | 1     | 5   | 3    | +2     | 50%        |
| بولندا                             | 2       | 0   | 0     | 2     | 1   | 6    | −5     | 0%         |
| جمهورية أيرلندا                    | 2       | 1   | 0     | 1     | 2   | 3    | −1     | 50%        |
| رومانيا                            | 1       | 1   | 0     | 0     | 2   | 1    | +1     | 100%       |
| روسياb                             | 2       | 0   | 2     | 0     | 3   | 3    | 0      | 0%         |
| رواندا                             | 6       | 4   | 2     | 0     | 10  | 2    | +7     | 60%        |
| السعودية                           | 5       | 1   | 2     | 2     | 6   | 8    | -2     | 20%        |
| السنغال                            | 20      | 11  | 5     | 4     | 29  | 16   | +13    | 55%        |
| سيشل                               | 1       | 1   | 0     | 0     | 4   | 0    | +4     | 100%       |
| سيراليون                           | 5       | 2   | 2     | 1     | 7   | 4    | +3     | 40%        |
| سلوفاكيا                           | 1       | 0   | 1     | 0     | 1   | 1    | 0      | 0%         |
| سلوفينيا                           | 3       | 2   | 0     | 1     | 4   | 1    | +3     | 66.6%      |
| جنوب إفريقيا                       | 5       | 1   | 3     | 1     | 5   | 4    | +1     | 20%        |
| إسبانيا                            | 1       | 0   | 0     | 1     | 0   | 3    | −3     | 0%         |
| السودان                            | 5       | 2   | 2     | 1     | 5   | 4    | +1     | 40%        |
| السويد                             | 4       | 0   | 1     | 3     | 1   | 9    | −8     | 0%         |
| سويسرا                             | 2       | 0   | 0     | 2     | 1   | 4    | −3     | 0%         |
| سوريا                              | 6       | 3   | 2     | 1     | 7   | 4    | +3     | 50%        |
| تنزانيا                            | 8       | 5   | 2     | 1     | 16  | 7    | +8     | 62.50%     |
| توغو                               | 7       | 3   | 1     | 3     | 9   | 4    | +5     | 42.86%     |
| تونس                               | 42      | 16  | 12    | 14    | 41  | 35   | +6     | 38.10%     |
| تركيا                              | 3       | 2   | 0     | 1     | 2   | 4    | −2     | 66.6%      |
| أوغندا                             | 9       | 3   | 4     | 2     | 13  | 8    | +5     | 33.33%     |
| الإمارات العربية المتحدة           | 5       | 2   | 2     | 1     | 3   | 3    | 0      | 40%        |
| الولايات المتحدة                   | 1       | 0   | 0     | 1     | 0   | 1    | −1     | 0%         |
| الأوروغواي                         | 1       | 1   | 0     | 0     | 1   | 0    | +1     | 100%       |
| جمهورية اليمن الديمقراطية الشعبيةa | 1       | 1   | 0     | 0     | 4   | 1    | +3     | 100%       |
| زامبيا                             | 14      | 7   | 2     | 5     | 13  | 9    | +4     | 50%        |
| زيمبابوي                           | 6       | 2   | 3     | 1     | 11  | 8    | +3     | 33.33%     |
| المجموع                            | 488     | 202 | 137   | 149   | 643 | 494  | +149   | 41.39%     |

### تصنيف فيفا العالمي
لطالما كان المنتخب الجزائري من أفضل المنتخبات الأفريقية، خاصة بفضل نتائجه الجيدة في كأس الأمم الأفريقية (الثالثة في 1988 واللقب في 1990) ولكن أيضًا بعد مسيرته الجيدة في كأس العالم 2010. وبذلك وصل إلى المركز الـ 87 عالميا في يوليو 2012. علاوة على ذلك، يعتبر أفضل منتخب أفريقي لصالح تصنيفات الفيفا لشهر مايو 2016.
صعدت إلى أعلى 30 في 2009، 2011، 2012، 2013، 2014 و2015. على العكس من ذلك، كانت فترة 1997–2008 هي الأسوأ في تصنيف الأفناك فوق المرتبة 86 في العالم نفس الشيء تقريبا في التصنيف القاري. أفضل ترتيب أفريقي هو المركز الأول، في يونيو 2014 إذا كان الرقم القياسي. في عام 2006 هو الأدنى أيضًا، حيث احتلت المرتبة 19 في القارة الأفريقية، فقد تم تصنيف الجزائر في قائمة أفضل 5 منتخبات أفريقية منذ عام 2009.
| السنة            | 1993   | 1994   | 1995   | 1996   | 1997   | 1998   | 1999   | 2000   | 2001   | 2002   | 2003   | 2004   | 2005   | 2006   |
| ---------------- | ------ | ------ | ------ | ------ | ------ | ------ | ------ | ------ | ------ | ------ | ------ | ------ | ------ | ------ |
| الترتيب العالمي  | 35     | 57     | 48     | 49     | 59     | 71     | 86     | 82     | 75     | 68     | 62     | 73     | 80     | 80     |
| الترتيب الأفريقي | 8      | 13     | 11     | 8      | 10     | 15     | 18     | 16     | 15     | 13     | 11     | 14     | 17     | 19     |
| مصدر             | [ 70 ] | [ 71 ] | [ 72 ] | [ 73 ] | [ 74 ] | [ 75 ] | [ 76 ] | [ 77 ] | [ 78 ] | [ 79 ] | [ 80 ] | [ 81 ] | [ 82 ] | [ 83 ] |
| السنة            | 2007   | 2008   | 2009   | 2010   | 2011   | 2012   | 2013   | 2014   | 2015   | 2016   | 2017   | 2018   | 2019   | 2020   |
| الترتيب العالمي  | 79     | 64     | 26     | 35     | 30     | 19     | 26     | 18     | 28     | 38     | 58     | 67     | 35     | 31     |
| الترتيب الأفريقي | 18     | 13     | 4      | 5      | 3      | 2      | 3      | 1      | 2      | 5      | 10     | 13     | 4      | 3      |
| مصدر             | [ 84 ] | [ 85 ] | [ 86 ] | [ 87 ] | [ 88 ] | [ 89 ] | [ 90 ] | [ 91 ] | [ 92 ] | [ 93 ] | [ 94 ] | [ 95 ] | [ 96 ] | [ 97 ] |
| السنة            | 2021   |        |        |        |        |        |        |        |        |        |        |        |        |        |
| الترتيب العالمي  | 29     |        |        |        |        |        |        |        |        |        |        |        |        |        |
| الترتيب الأفريقي | 3      |        |        |        |        |        |        |        |        |        |        |        |        |        |
| مصدر             |        |        |        |        |        |        |        |        |        |        |        |        |        |        |

- الترتيب الدولي:      ما بين 1 و29      ما بين 30 و50      ما بين 51 و90
- الترتيب الأفريقي:      ما بين 1 و3      ما بين 4 و10      ما بين 11 و20

## المنافسات الدولية
الجزائر لها منافسات كرة القدم منذ أمد طويل مع فرق اتحاد شمال إفريقيا لكرة القدم مثل مصر، المغرب، تونس وليبيا. في الواقع، التقى الفريق الجزائري معهم كثيرا، سواء من خلال المباريات الودية أو تصفيات كأس العالم، كأس الأمم الأفريقية وبطولة أمم أفريقيا للمحليين.

### ضد تونس

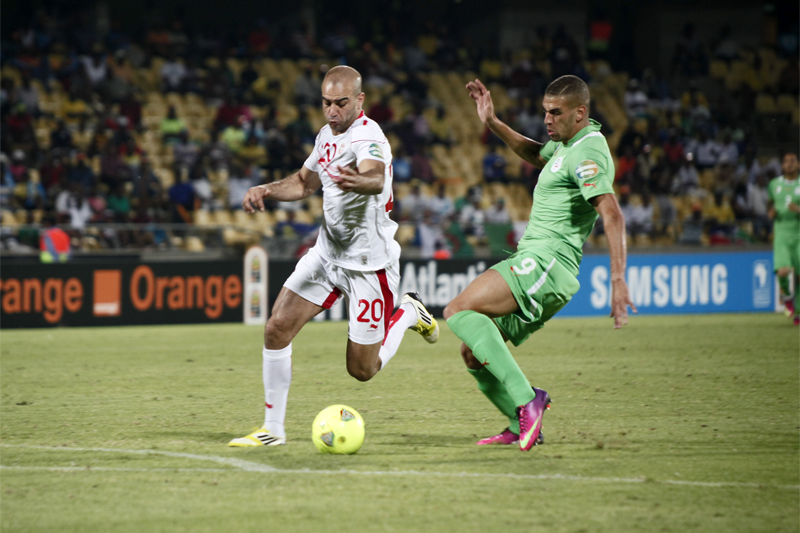
مباراة تونس ضد الجزائر في كأس الأمم الأفريقية 2013.

أول مباراة دولية ودية جمعت المنتخبين بملعب الشاذلي زويتن بتونس سنة 1963 وانتهت بالتعادل السلبي بين المنتخبين أمّا آخر مباراة ودية بين تونس والجزائر لُعِبت بمدينة البليدة الجزائرية وانتهت بانتصار الجزائر بنتيجة 1–0. أولى المباريات الرسمية بين تونس والجزائر كان ضمن تصفيات الألعاب الإفريقية سنة 1965، انتهت بانتصار الجزائر على أرضها وأمام جمهورها بهدف وحيد، بالنسبة لآخر مباراة رسمية بين تونس والجزائر، كانت ضمن دور مجموعات نهائيات كأس الأمم الأفريقية 2017 بالغابون وانتهت بفوز تونس 2–1. في مجموع المباريات الودية والرسمية (47 مباراة)، سجّل المنتخب الجزائري 48 هدفًا مقابل 48 هدف للمنتخب التونسي.
أعرض نتيجة بين المنتخبين هي فارق 3 أهداف، حيث فازت الجزائر على تونس بفارق 3 أهداف 2 مرات في تصفيات كأس العالم 1986 ذهابا وايابا بنتيجة (4/1) ذهابا في تونس وبنتيجة (3/0) ايابا في الجزائر، بينما فازت تونس على الجزائر بفارق 3 أهداف مرة واحدة في مباراة ودية سنة 1976 في تونس بنتيجة (3/0).
- في المباريات الوديّة التفوق للجزائر ب 11 انتصارا، 7 تعادلات و7 هزائم. أما بالنسبة للمباريات الرسمية فإن الغلبة للمنتخب الوطني التونسي ب 8 انتصارات، 6 تعادلات و4 هزائم.[100]
- في مجموع المباريات الودية والرسمية (47 مباراة) الأرقام متعادلة 16 فوز لكل منهما مقابل 15 تعادلا و 16 خسارة.[101]
- أول مباراة دولية ودية جمعت المنتخب بمعلب الشادلي الزويتن بتونس سنة 1963 وإنتهت بالتعادل السلبي بين المنتخبين أمّا آخر مباراة ودية بين تونس والجزائر لُعِبت بمدينة بليدة الجزائرية وإنتهت بانتصار الجزائر على أرضها بنتيجة (1/0)[102]
- أولى المباريات الرسمية بين تونس والجزائر كان ضمن تصفيات الألعاب الإفريقية سنة 1965 ، إنتهت بانتصار الجزائر على أرضها وأمام جمهورها بهدف وحيد، بالنسبة لآخر مباراة رسمية بين تونس والجزائر، كانت ضمن دور مجموعات نهائيات كان 2017 بالغابون وإنتهت بفوز تونس بهدفين لهدف .[103]
- في مجموع المباريات الودية والرسمية (47 مباراة) ، سجّل المنتخب الجزائري 48 هدفا مقابل 48 هدف للمنتخب التونسي.
- أعرض نتيجة بين المنتخبين هي فارق 3 أهداف، حيث فازت الجزائر على تونس بفارق 3 أهداف 2 مرات في تصفيات كأس العالم 1986 ذهابا وايابا بنتيجة (4/1) ذهابا في تونس وبنتيجة (3/0) ايابا في الجزائر، بينما فازت تونس على الجزائر بفارق 3 أهداف مرة واحد في مباراة ودية سنة 1976 في تونس بنتيجة (3/0).

### ضد مصر
ويعود تاريخ أول مواجهتان بين منتخبي مصر والجزائر إلى شهر يوليو من عام  1963 وكانتا وديتان، انتهت الأولى في مدينة الجزائر بالتعادل الإيجابي بهدف لكل منهما، بعدها ببضعة أيام التقيا مجددا في مدينة وهران، وانتهت المباراة بتعادل إيجابي جديد بهدفين لكل منهما.
وبعد أقل من عام، لعبا معا مباراتين وديتين أخرتين في مارس 1964، لكن هذه المرة بالقاهرة، فاز منتخب مصر في الأولى بهدف نظيف، ثم تعادلا إيجابيا في المباراة الثانية بهدفين لكل فريق.
وكانت أول مواجهة رسمية بينهما في التصفيات المؤهلة لبطولة كأس الأمم الأفريقية - السودان 1970، وفيها حقق منتخب مصر الانتصار على ملعبه بهدف نظيف، وتعادلا إيجابيا في الجزائر بهدف لكلا منهما.
ويكتب التاريخ 17 مواجهة رسمية بين المنتخبين، تفوق محاربي الصحراء في 6 مواجهات مقابل 5 للفراعنة، وانتهت 6 مواجهات بينهما بالتعادل، أحرز الفراعنة 22 هدفاً، مقابل 20 لمحاربي الصحراء.
كانت أبرزها في دوري مجموعات التصفيات المؤهلة لبطولة كأس العالم بجنوب أفريقيا 2010، حيث تقابلا ذهابا في الجولة الثانية في الجزائر وحقق المحاربين الفوز بثلاثية مقابل هدف، وفي لقاء الإياب في الجولة السادسة والأخيرة حقق الفراعنة الفوز بثنائية نظيفة، لكنها لم تكن كافية للتأهل، ليتقابلا بعدها ببضعة أيام في لقاء فاصل في أم درمان بالسودان من أجل حسم بطاقة التأهل للمونديال العالمي والتي خطفها منتخب الجزائر بهدف نظيف، بعدها تقابلا في مباراة الدور قبل النهائي لبطولة كأس الأمم الأفريقية - أنجولا 2010، وحقق منتخب مصر انتصارا تاريخيا كبيرا برباعية نظيفة.
كما التقيا مرتين في التصفيات المؤهلة لأوليمبياد لوس أنجلوس 1984، والتي انتهت بتأهل مصر بمجموع المباراتين بنتيجة 2-1، ومرة أخرى في دورة ألعاب البحر المتوسط 1975، وانتهت المباراة بفوز منتخب الجزائر بهدف نظيف.
أما على مستوى الوديات، فقد تقابل المنتخبين في 8 مواجهات، حقق الجزائريون الانتصار في 3 مرات، وفاز المصريون في مباراتين، وتعادلا في 3 مواجهات.

### ضد المغرب
- الجزائر – لعبت 13 مباراة فازت بـ 5 وتعادلت في مباراتين وخسرت في 6، سجلت 18 هدفا وتلقت 15
- المغرب – لعبت 13 مباراة فازت بـ 6 وتعادلت في مباراتين وخسرت في 5، سجلت 15 وتلقت 18
- كما لعب المنتخبان الجزائري والمغربي 12 مباراة ودية تميزت بالتكافؤ التام إلى درجة أن ثلثها أي أربع مباريات من 12 انتهت بالتعادل السلبي وثلاثة أخرى انتهت بين التعادل 1 مقابل 1 و 2 مقابل 2 ولم تخرج عن قاعدة التعادل بين المنتخبين وديا إلا 5 مواجهات كانت ثلاثة منها لصالح المغاربة واثنتين لصالح المنتخب الجزائري.
- والملاحظ أن المباريات الودية لم تنقطع بين المنتخبين فكانت أولاها في شتاء 1965 وآخرها في خريف 1993 ويعود توقف المباريات الودية بين المنتخبين إلى كون تشكيلاتهما صارتا مكونتين في الآونة الأخيرة من المحترفين اللذين يصعب تجميعهم ولم تجر سوى مباراة واحدة خارج البلدين وهي المباراة التي شهدها ملعب صفاقص في تونس في مارس 1989 وانتهت بالتعادل بهدف لكل فريق، وإذا كانت الجزائر ستستقبل المنتخب المغربي لأول مرة خارج العاصمة سواء في المباريات الودية أو الرسمية في مواجهة عنابة فإن المنتخب المغربي واجه الخضر رسميا مرة واحدة في فاس ضمن إقصائيات مونديال 2002 ووديا مرة في الرباط عام 1993 حيث تعادلا سلبيا ومرة في القنيطرة عام 1994 حيث فاز عليه بهدف نظيف.

## الملاعب

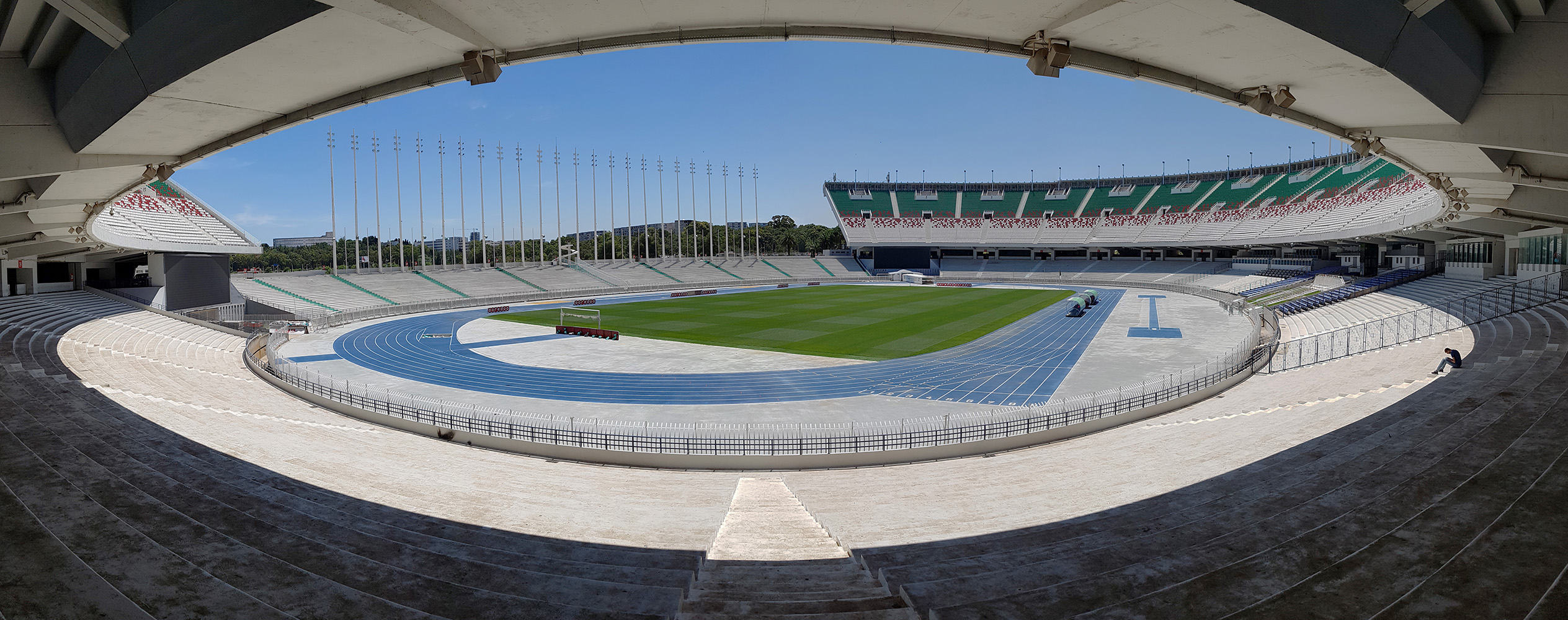
ملعب 5 جويلية 1962 معقل المنتخب الجزائري

على عكس العديد من المنتخبات، لا يوجد ملعب وطني مخصص للجزائر. سواء كان الأمر يتعلق بالمباريات التأهيلية لكأس العالم أو للمباريات الودية، فإنهم يتجولون في جميع أنحاء البلاد ويلعبون في العديد من الملاعب، ومع ذلك فإن اللقاءات الدولية الكبرى تقام عمومًا في ملعب 5 جويلية 1962. تم استخدام الملاعب الكبيرة الأخرى لاستضافة مباريات الأفناك في السنوات الأخيرة، ولا سيما ملعب مصطفى تشاكر الذي يقع أيضًا في البليدة. كما أقيمت مباريات دولية أخرى في ملعب 19 ماي 1956 في عنابة وفي ملعب أحمد زبانة في وهران وفي ملعب 20 أوت 1955 وفي ملعب العقيد لطفي في تلمسان وكذلك في ملعب محمد حملاوي في قسنطينة. يلعب المنتخب الجزائري تاريخيا في ملعب 20 أوت 1955 بالجزائر العاصمة الذي استضاف أول مباراة دولية للجزائر على أرضه في 6 يناير 1963 ضد منتخب بلغاريا، المباراة التي فاز بها بهدفين مقابل. الأماكن التاريخية الأخرى التي استضافت بانتظام مباريات المنتخب الجزائري هي ملعب ملعب 5 جويلية 1962 بالجزائر العاصمة وكذلك ملعب مصطفى تشاكر في البليدة أو أيضًا في ملعب أحمد زبانة.
تنقل الجزائر في بعض الأحيان مبارياتها الودية إلى أوروبا، وقد لعبت الجزائر عدة مباريات «على أرضها» في السنوات الأخيرة في فرنسا وسويسرا بسبب حقيقة وجود جالية كبيرة من المغتربين في غرب فرنسا وأوروبا وأن جزءًا كبيرًا من اللاعبين تلعب في البطولات الأوروبية الكبرى.

## الألوان والرموز

### الأطقم التاريخية
ويتطور المنتخب الجزائري في بداياته بقميص أبيض ويتبع الشورت لون القميص الذي يرتديه اللاعب وهو نفسه بالنسبة للجوارب. الملقب بـ «الخضر»، يُطلق عليه أيضًا «الأفناك» وأيضًا «محاربو الصحراء». في الثمانينيات، كان مورد المعدات الجزائرية هو سونيتكس (الشركة الوطنية للصناعات النسيجية). كانت أديداس فيما بعد موردًا للمنتخب الجزائري في عدة مناسبات (1990 ثم 1998 و2001). كانت سيرتا سبورتس، هي أيضًا مورد المعدات للجزائر. من عام 2004 إلى عام 2009، تعاقد الفريق الجزائري مع الشركة الفرنسية المصنعة للمعدات لو كوك سبورتيف، والتي زودته بأزيائها ومعداتها.
بموجب عقد مع المورد الألماني بوما، من 1 يناير 2010 إلى 31 يوليو 2014. كانت أزياء بوما موسم 2010–11، والتي كانت جزءًا من مجموعة أفريقيا، تحتوي على فنك مرسوم على الكتف الأيمن (في إشارة إلى كنية المنتخب). خلال عام 2012، كشفت بوما النقاب عن القمصان الأفريقية الجديدة مع شريطين على الرقبة يمثلان ألوان البلد.
في 23 أبريل 2014، أطلقت الاتحادية الجزائرية لكرة القدم دعوة لتقديم عروض، للعثور على مورد معدات جديد للمنتخب الوطني، وأخيراً اختار شركة أديداس الألمانية (الرسمية لموسم 2014–15). تلعب الجزائر في الديار بقميص أبيض وشورت أبيض، وخارجا مرتدية قميصًا أخضر وسروالًا أخضر. يظهر على القمصان شعار الاتحادية الجزائرية لكرة القدم على اليسار والعلم الجزائري على اليمين.
| 1962–1967 | 1962–1967 | 1962–1967 | 1962–1967 |
| --------- | --------- | --------- | --------- |
| الأساسي   | الإحتياطي |           |           |
|           |           |           |           |
| بدون مورد |           |           |           |

| كأس الأمم الأفريقية 1968 | كأس الأمم الأفريقية 1968 | كأس الأمم الأفريقية 1968 | كأس الأمم الأفريقية 1968 |
| ------------------------ | ------------------------ | ------------------------ | ------------------------ |
| الأساسي                  | الإحتياطي                |                          |                          |
|                          |                          |                          |                          |
| بدون مورد                |                          |                          |                          |

| ألعاب البحر الأبيض المنوسط 1975 | ألعاب البحر الأبيض المنوسط 1975 | ألعاب البحر الأبيض المنوسط 1975 | ألعاب البحر الأبيض المنوسط 1975 |
| ------------------------------- | ------------------------------- | ------------------------------- | ------------------------------- |
| الأساسي                         | الإحتياطي                       |                                 |                                 |
|                                 |                                 |                                 |                                 |
| أديداس                          |                                 |                                 |                                 |

| الألعاب الأفريقية 1978 | الألعاب الأفريقية 1978 | الألعاب الأفريقية 1978 | الألعاب الأفريقية 1978 |
| ---------------------- | ---------------------- | ---------------------- | ---------------------- |
| الأساسي                | الإحتياطي              |                        |                        |
|                        |                        |                        |                        |
| سونيتكس                |                        |                        |                        |

| كأس الأمم الأفريقية 1980 | كأس الأمم الأفريقية 1980 | كأس الأمم الأفريقية 1980 | كأس الأمم الأفريقية 1980 |
| ------------------------ | ------------------------ | ------------------------ | ------------------------ |
| الأساسي                  | الإحتياطي                |                          |                          |
|                          |                          |                          |                          |
| سونيتكس                  |                          |                          |                          |

| كأس الأمم الأفريقية 1982 | كأس الأمم الأفريقية 1982 | كأس الأمم الأفريقية 1982 | كأس الأمم الأفريقية 1982 |
| ------------------------ | ------------------------ | ------------------------ | ------------------------ |
| الأساسي                  | الإحتياطي                |                          |                          |
|                          |                          |                          |                          |
| سونيتكس                  |                          |                          |                          |

| كأس العالم 1982 | كأس العالم 1982 | كأس العالم 1982 | كأس العالم 1982 |
| --------------- | --------------- | --------------- | --------------- |
| الأساسي         | الإحتياطي       |                 |                 |
|                 |                 |                 |                 |
| سونيتكس         |                 |                 |                 |

| كأس الأمم الأفريقية 1984 | كأس الأمم الأفريقية 1984 | كأس الأمم الأفريقية 1984 | كأس الأمم الأفريقية 1984 |
| ------------------------ | ------------------------ | ------------------------ | ------------------------ |
| الأساسي                  | الإحتياطي                |                          |                          |
|                          |                          |                          |                          |
| سونيتكس                  |                          |                          |                          |

| كأس العالم 1986 | كأس العالم 1986 | كأس العالم 1986 | كأس العالم 1986 |
| --------------- | --------------- | --------------- | --------------- |
| الأساسي         | الإحتياطي       |                 |                 |
|                 |                 |                 |                 |
| سونيتكس         |                 |                 |                 |

| كأس الأمم الأفريقية 1986 | كأس الأمم الأفريقية 1986 | كأس الأمم الأفريقية 1986 | كأس الأمم الأفريقية 1986 |
| ------------------------ | ------------------------ | ------------------------ | ------------------------ |
| الأساسي                  | الإحتياطي                |                          |                          |
|                          |                          |                          |                          |
| سونيتكس                  |                          |                          |                          |

| كأس الأمم الأفريقية 1988 | كأس الأمم الأفريقية 1988 | كأس الأمم الأفريقية 1988 | كأس الأمم الأفريقية 1988 |
| ------------------------ | ------------------------ | ------------------------ | ------------------------ |
| الأساسي                  | الإحتياطي                |                          |                          |
|                          |                          |                          |                          |
| سونيتكس                  |                          |                          |                          |

| كأس الأمم الأفريقية 1990 | كأس الأمم الأفريقية 1990 | كأس الأمم الأفريقية 1990 | كأس الأمم الأفريقية 1990 |
| ------------------------ | ------------------------ | ------------------------ | ------------------------ |
| الأساسي                  | الإحتياطي                |                          |                          |
|                          |                          |                          |                          |
| سونيتكس                  |                          |                          |                          |

| كأس الأمم الأفريقية 1992 | كأس الأمم الأفريقية 1992 | كأس الأمم الأفريقية 1992 | كأس الأمم الأفريقية 1992 |
| ------------------------ | ------------------------ | ------------------------ | ------------------------ |
| الأساسي                  | الإحتياطي                |                          |                          |
|                          |                          |                          |                          |
| أديداس                   |                          |                          |                          |

| كأس الأمم الأفريقية 1996 | كأس الأمم الأفريقية 1996 | كأس الأمم الأفريقية 1996 | كأس الأمم الأفريقية 1996 |
| ------------------------ | ------------------------ | ------------------------ | ------------------------ |
| الأساسي                  | الإحتياطي                |                          |                          |
|                          |                          |                          |                          |
| لوتو                     |                          |                          |                          |

| كأس الأمم الأفريقية 2002 | كأس الأمم الأفريقية 2002 | كأس الأمم الأفريقية 2002 | كأس الأمم الأفريقية 2002 |
| ------------------------ | ------------------------ | ------------------------ | ------------------------ |
| الأساسي                  | الإحتياطي                |                          |                          |
|                          |                          |                          |                          |
| سيرتا سبورتس             |                          |                          |                          |

| كأس الأمم الأفريقية 2004 | كأس الأمم الأفريقية 2004 | كأس الأمم الأفريقية 2004 | كأس الأمم الأفريقية 2004 |
| ------------------------ | ------------------------ | ------------------------ | ------------------------ |
| الأساسي                  | الإحتياطي                |                          |                          |
|                          |                          |                          |                          |
| لو كوك سبورتيف           |                          |                          |                          |

| 2008–2009      | 2008–2009 | 2008–2009 | 2008–2009 |
| -------------- | --------- | --------- | --------- |
| الأساسي        | الإحتياطي |           |           |
|                |           |           |           |
| لو كوك سبورتيف |           |           |           |

| كأس الأمم الأفريقية / كأس العالم 2010 | كأس الأمم الأفريقية / كأس العالم 2010 | كأس الأمم الأفريقية / كأس العالم 2010 | كأس الأمم الأفريقية / كأس العالم 2010 |
| ------------------------------------- | ------------------------------------- | ------------------------------------- | ------------------------------------- |
| الأساسي                               | الإحتياطي                             |                                       |                                       |
|                                       |                                       |                                       |                                       |
| بوما                                  |                                       |                                       |                                       |

| كأس الأمم الأفريقية 2013 | كأس الأمم الأفريقية 2013 | كأس الأمم الأفريقية 2013 | كأس الأمم الأفريقية 2013 |
| ------------------------ | ------------------------ | ------------------------ | ------------------------ |
| الأساسي                  | الإحتياطي                |                          |                          |
|                          |                          |                          |                          |
| بوما                     |                          |                          |                          |

| كأس العالم 2014 | كأس العالم 2014 | كأس العالم 2014 | كأس العالم 2014 |
| --------------- | --------------- | --------------- | --------------- |
| الأساسي         | الإحتياطي       |                 |                 |
|                 |                 |                 |                 |
| بوما            |                 |                 |                 |

| كأس الأمم الأفريقية 2015 | كأس الأمم الأفريقية 2015 | كأس الأمم الأفريقية 2015 | كأس الأمم الأفريقية 2015 |
| ------------------------ | ------------------------ | ------------------------ | ------------------------ |
| الأساسي                  | الإحتياطي                |                          |                          |
|                          |                          |                          |                          |
| أديداس                   |                          |                          |                          |

| الألعاب الأولمبية 2016 | الألعاب الأولمبية 2016 | الألعاب الأولمبية 2016 | الألعاب الأولمبية 2016 |
| ---------------------- | ---------------------- | ---------------------- | ---------------------- |
| الأساسي                | الإحتياطي              |                        |                        |
|                        |                        |                        |                        |
| أديداس                 |                        |                        |                        |

| كأس الأمم الأفريقية 2017 | كأس الأمم الأفريقية 2017 | كأس الأمم الأفريقية 2017 | كأس الأمم الأفريقية 2017 |
| ------------------------ | ------------------------ | ------------------------ | ------------------------ |
| الأساسي                  | الإحتياطي                |                          |                          |
|                          |                          |                          |                          |
| أديداس                   |                          |                          |                          |

| كأس الأمم الأفريقية 2019 | كأس الأمم الأفريقية 2019 | كأس الأمم الأفريقية 2019 | كأس الأمم الأفريقية 2019 |
| ------------------------ | ------------------------ | ------------------------ | ------------------------ |
| الأساسي                  | الإحتياطي                |                          |                          |
|                          |                          |                          |                          |
| أديداس                   |                          |                          |                          |

### الأطقم الحالية
| الأساسي | الإحتياطي | حارس المرمى 1 | حارس المرمى 2 | حارس المرمى 3 |

### الشعار
شعار الإتحادية الجزائرية لكرة القدم المستعمل على أقمصة بوما بين 2010–14

شعار الإتحادية الجزائرية لكرة القدم المستعمل على أقمصة المنتخب بعد كان 2019
- ملف:== المناصرون ==
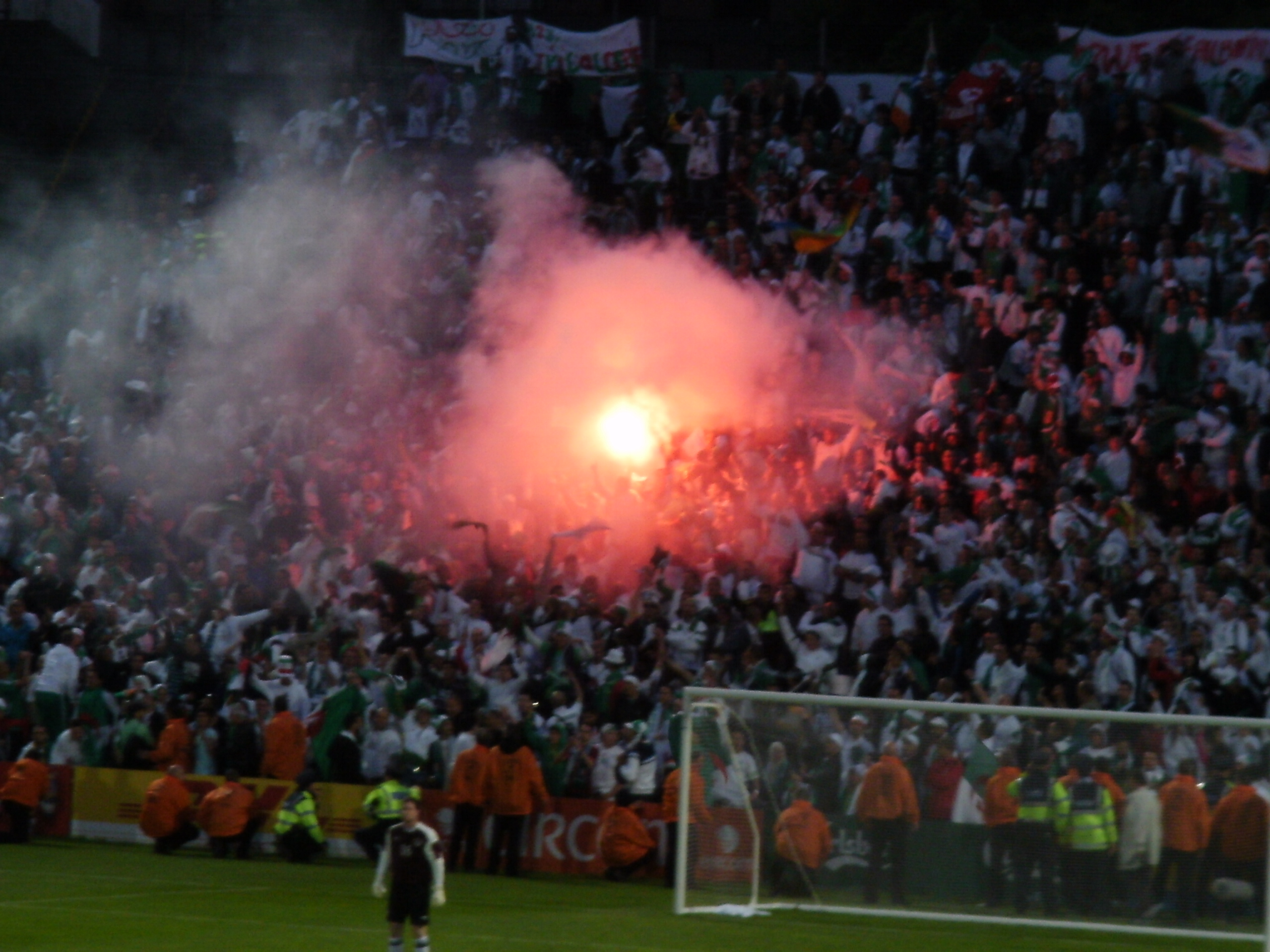
جماهير المنتخب الجزائري في إيرلندا
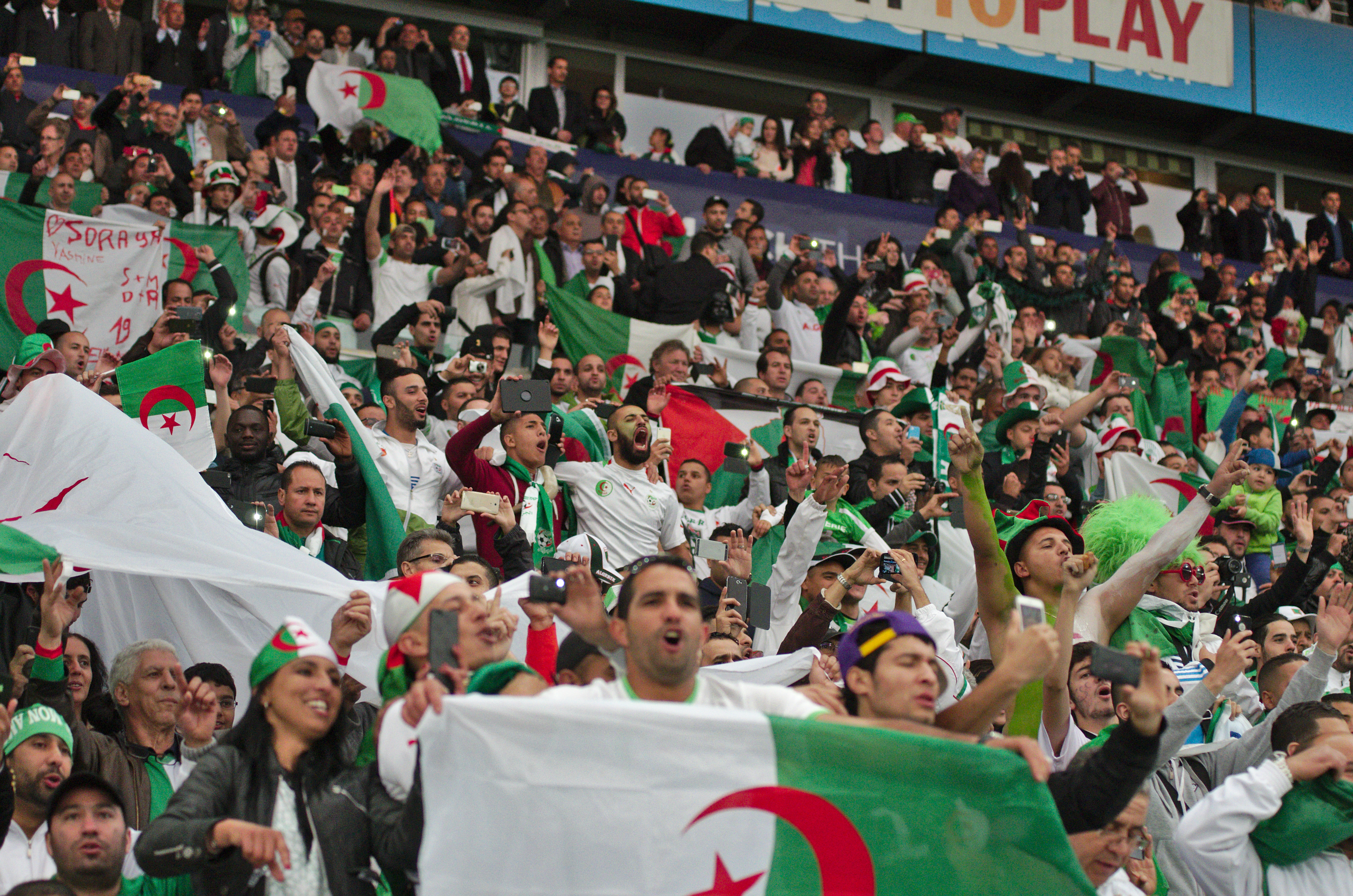
جماهير المنتخب الجزائري في مباراة ضد رومانيا يوم 4 يونيو 2014.
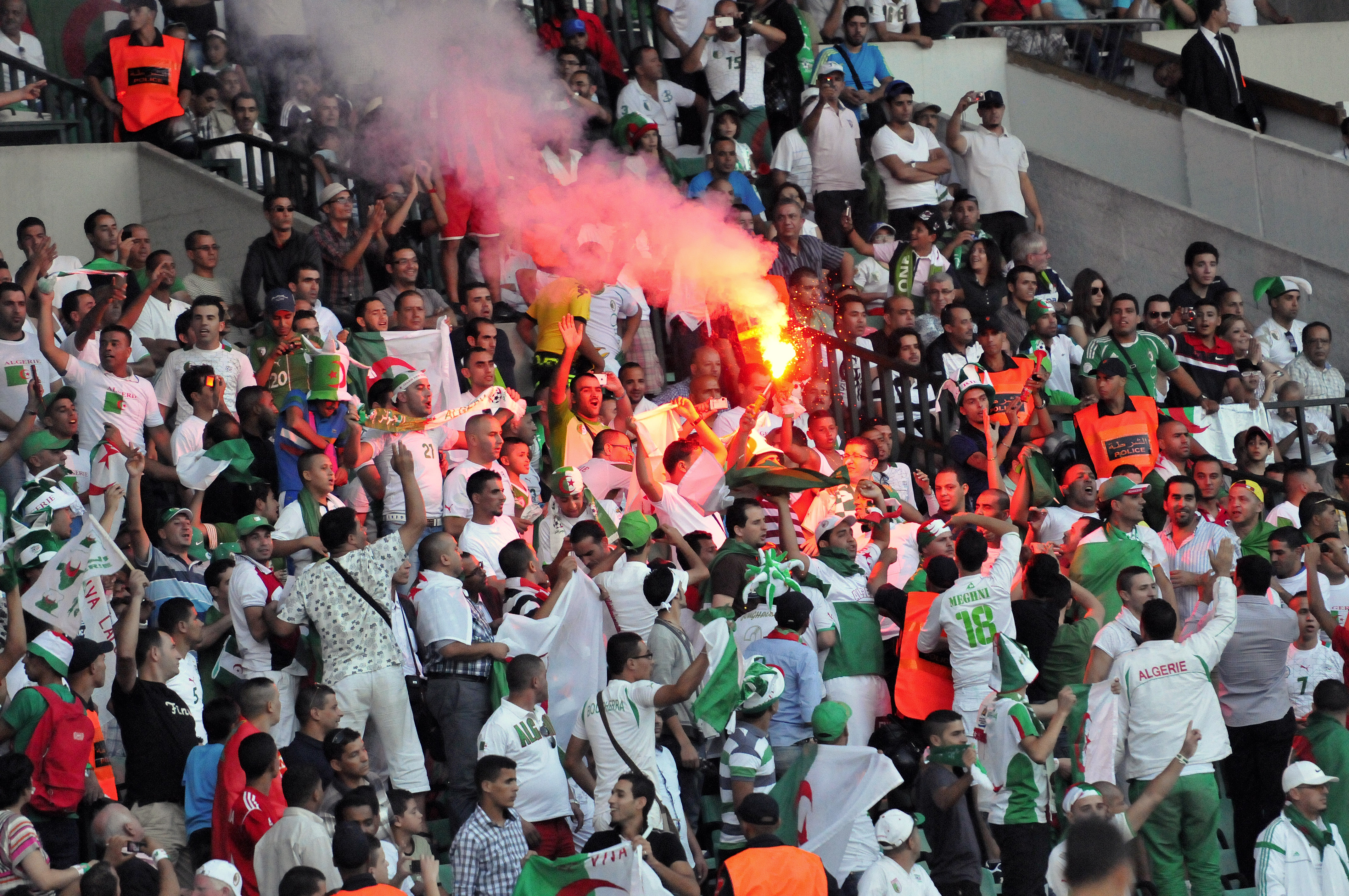
مباراة الجزائر 2012 على ملعب محمد الخامس بالمغرب
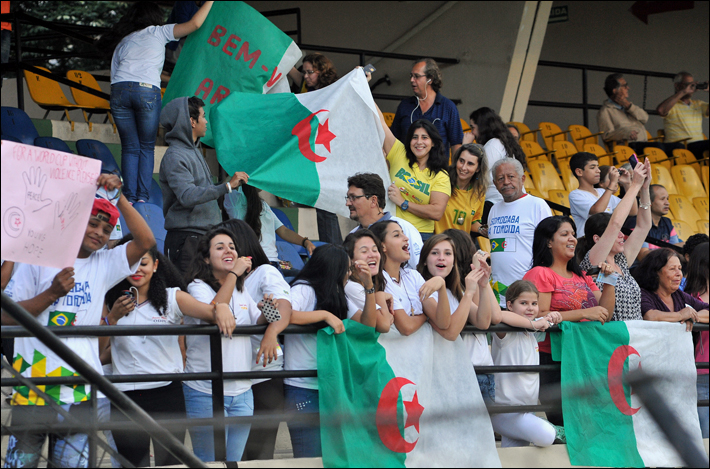
جماهير المنتخب الجزائري حتى في البرازيل

## روابط خارجية
- موقع اتحاد كرة القدم الجزائري